# Ford Mustang

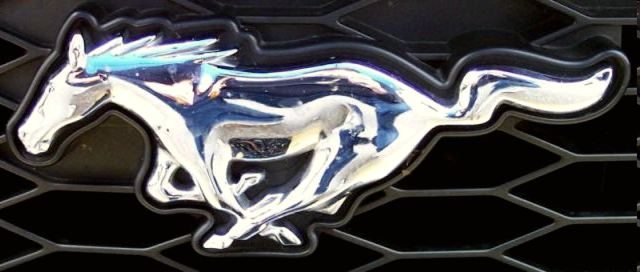
Логотип Ford Mustang

Ford Mustang — автомобіль сегменту Pony car виробництва Ford Motor Company.
Початковий варіант (1964/1965 — 1973 роки) був створений на базі агрегатів сімейного седана Ford Falcon. Перший серійний Mustang було випущено 9 березня 1964 року як модель 1965 року (також серед колекціонерів для Mustang, випущених до осені 1964 року, використовується неофіційне позначення «модель 1964 1/2»). 17 квітня автомобіль було представлено публіці в Нью-Йорку, а 19 квітня — показано всіма трьома американськими мережами телебачення. Просування автомобіля супроводжувалось активною рекламною кампанією. Це була одна з найвдаліших прем'єр в історії автомобілебудування. За перші 18 місяців було продано понад мільйон Мустангів.
Як модель, Ford Mustang існує й досі, але за свою історію платформа і концепція автомобіля не раз зазнавала серйозних змін.

## Зауваження щодо потужності двигунів
Слід зауважити, що заявлені виробниками різних країн значення потужності можуть відрізнятися для одного і того ж двигуна. Зокрема, це стосується даних, наведених американськими виробниками. Справа у тому, що до 1972 року потужність двигунів американських автомобілів визначалася відповідно до стандартів Співтовариства Автотранспортних Інженерів (англ. Society of Automotive Engineers - SAE), згідно з якими за одиницю вимірювання слугували так звані «загальні кінські сили» (англ. brake horsepower (bhp)), визначені за стандартами SAE J245 та SAE J1995, які відрізнялися від європейських (випробовували двигун без навісного обладнання, без передбаченої виробником системи випуску тощо). Існувало ще ряд інших нормативних документів на визначення потужності як в Америці, так і в країнах різних регіонів, а тому в паспортах автомобілів можна було знайти суттєві розбіжності.
У 1972 році Співтовариство Автотранспортних Інженерів запровадило новий стандарт SAE J1349, що значно зблизило одиниці вимірювання і їх чисельні значення та методи випробувань до європейських, хоча, все ж, незначні відмінності залишалися. За цим стандартом вимірюють «потужність нетто» (англ. SAE net power (SAE hp)). Наприклад, двигун Chrysler L робочим об'ємом 383 кубічних дюймів (6,28 л) із карбюратором B V8 має «загальну потужність за SAE» 330 bhp (246 кВт), що ідентично до «потужності нетто за SAE» 240 bhp (179 кВт).
Дана ситуація вносила значну плутанину у технічні характеристики двигунів транспортних засобів. Вимірювання значень потужностей за різними стандартами — SAE J1995 чи SAE J1349 або за європейськими можна порівняти із вимірюванням довжини удава безпосередньо героями знаменитого мультфільму — хочеш, вимірюй мавпочками, а хочеш — слониками, а якщо в папужках двигун виглядає потужнішим — тоді будь ласка!
Для наведення порядку у 2005 році SAE розробило стандарт SAE J2723, яким ввело термін «Потужність, підтверджена SAE» (англ. "SAE Certified Power"). Згідно із цим стандартом після чисельного значення потужності необхідно вказувати, за яким саме стандартом вона була визначена — чи за SAE J1995 чи за SAE J1349, тобто, потужність становить стільки-то кінських сил. Так, наприклад, двигун Chrysler 426 HEMI в 1971 році мав заявлену потужність у 425 к. с., а в 1972 році потужність того ж двигуна зазначалася вже в 350 к. с., але за версією нового SAE! У сучасній документації позначення стандартів можуть не писати і зазначають тільки — «загальна» чи «нетто». Порівнювати потужність двигунів американської класики випуску до 1972 року, вимірювану в bhp, з аналогічними цифрами для європейських і вітчизняних двигунів тих років в hp, а також із сучасними — все одно, що безпосередньо порівнювати чисельні значення швидкості, записані в милях на годину і в кілометрах на годину або порівнювати чисельні значення довжини удава, виміряні «в папужках» і «в мавпочках».
Окрім цього, значення потужності, виміряні так званою незалежною «третьою стороною» (підтверджені чи сертифіковані значення) і вказані виробником, також можуть відрізнятися. У цій статті даються заявлені виробником значення потужності.

## Ранні розробки
Виконавчий стиліст Джон Наджар, який був шанувальником винищувача Другої світової війни North American P-51 Mustang. Він і запропонував назву.
Перший прототип T-5 під девізом Mustang (1962) являв собою двомісний середньомоторний родстер із вкрай незвичайним, футуристичним дизайном. Цей автомобіль використовував німецький двигун Ford Taunus V4 в 40 к. с. Екстер'єр нагадував Chevrolet Corvette Sting Ray другого покоління (1963—1967) і європейські спорткари, як-от Jaguar E-Type.
Однак, був відзначений слабкий інтерес до концепту з боку публіки, так і концептуально схожий двомісний (точніше модель імітує двомісну за рахунок знімного пластикового обтічника над заднім сидінням) Ford Thunderbird Sports Roadster хітом продажів не став, зате дуже привабливими для споживачів опинилися спортивні версії «компакта» Ford Falcon на кшталт Falcon Sprint, що поєднували місткість сімейного седана з яскравішим зовнішнім виглядом і дещо поліпшеною динамікою.

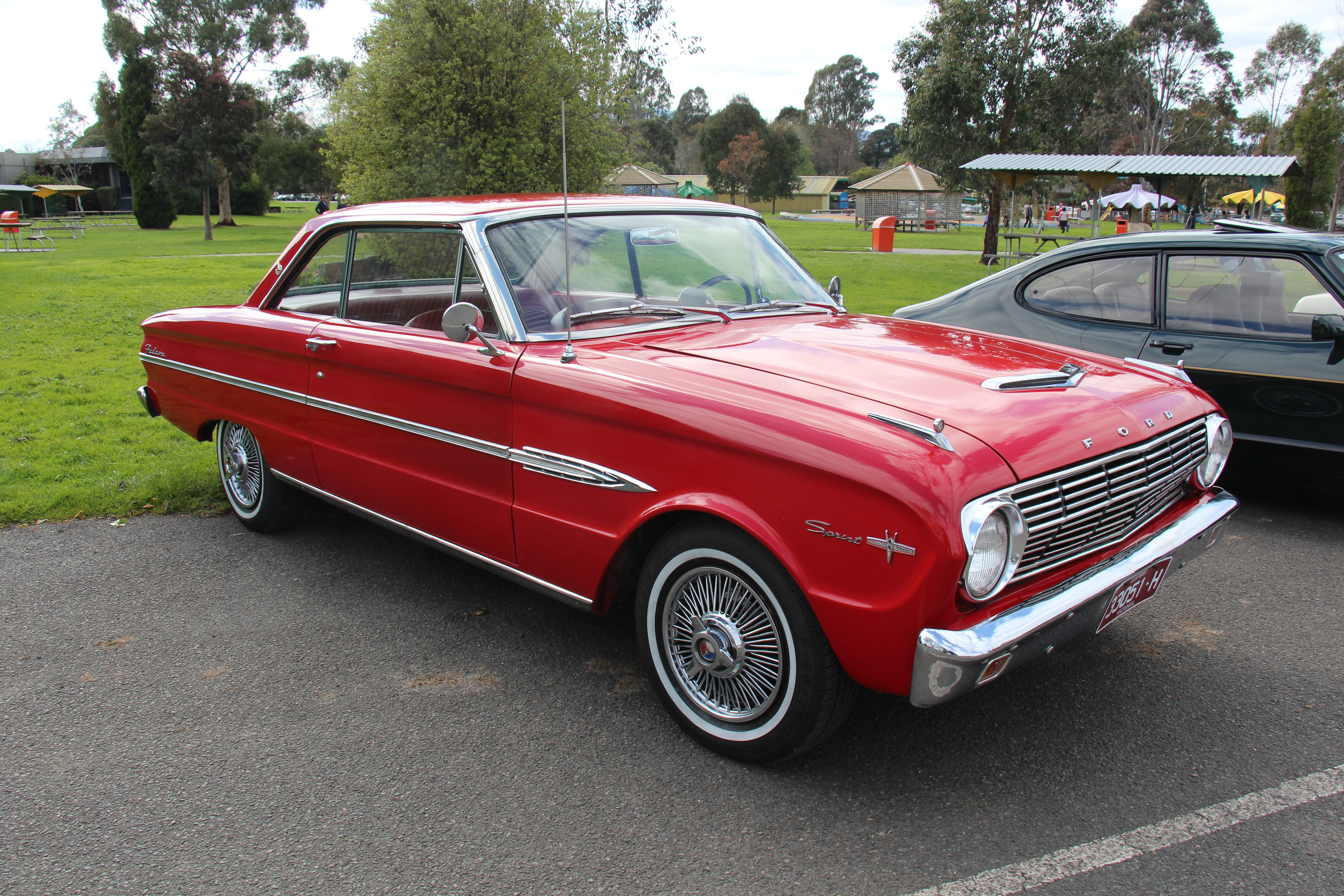
Ford Falcon Sprint — концептуальний предок оригінального Мустанга і донор багатьох вузлів і агрегатів.

Це вплинуло на вибір концепції нового автомобіля. Крім того Лі Якокка провів меркетингове дослідження яке визначило, що було потрібно покупцям, у результаті Mustang став чотири-п'ятимісним купе «класичного» компонування на модифікованому шасі Falcon. А від середньомоторного концепту автомобіль успадкував лише повітрозабірники позаду дверей, які, природно, вже були фальшивими. Прототип був побудований в 1963 році і мав набагато сміливіший дизайн, ніж наступна серійна модель.
Ім'я автомобіля теж народилося не відразу. Спочатку він розроблявся як Special Falcon. Пізніше пропонувалися такі назви, як: Cougar — це ім'я було запропоновано дизайнером автомобіля Д. Оросом; Torino; T-Bird II — запропоноване Генрі Фордом Другим у вже існуючого Ford Thunderbird; Bronco, Puma, Cheetah, Colt і інші. Багато хто з не використаних назв пізніше були присвоєні іншим автомобілям фірми.
Кінцевий варіант дизайну був розроблений силами підрозділу Mercury-Lincoln Division, головним чином Девідом Ешем (David Ash) і Джоном Орос (John Oros).
Більша частина механічної «начинки» була уніфікована з вже випускатися моделі Ford Falcon та Ford Fairlane, що дозволило опустити ціну базової комплектації до 2,368 $, а також — значно знизити витрати на обслуговування і ремонт. Завдяки цьому Mustang виявився привабливим для широкого кола покупців.

## Перше покоління (1964—1973)

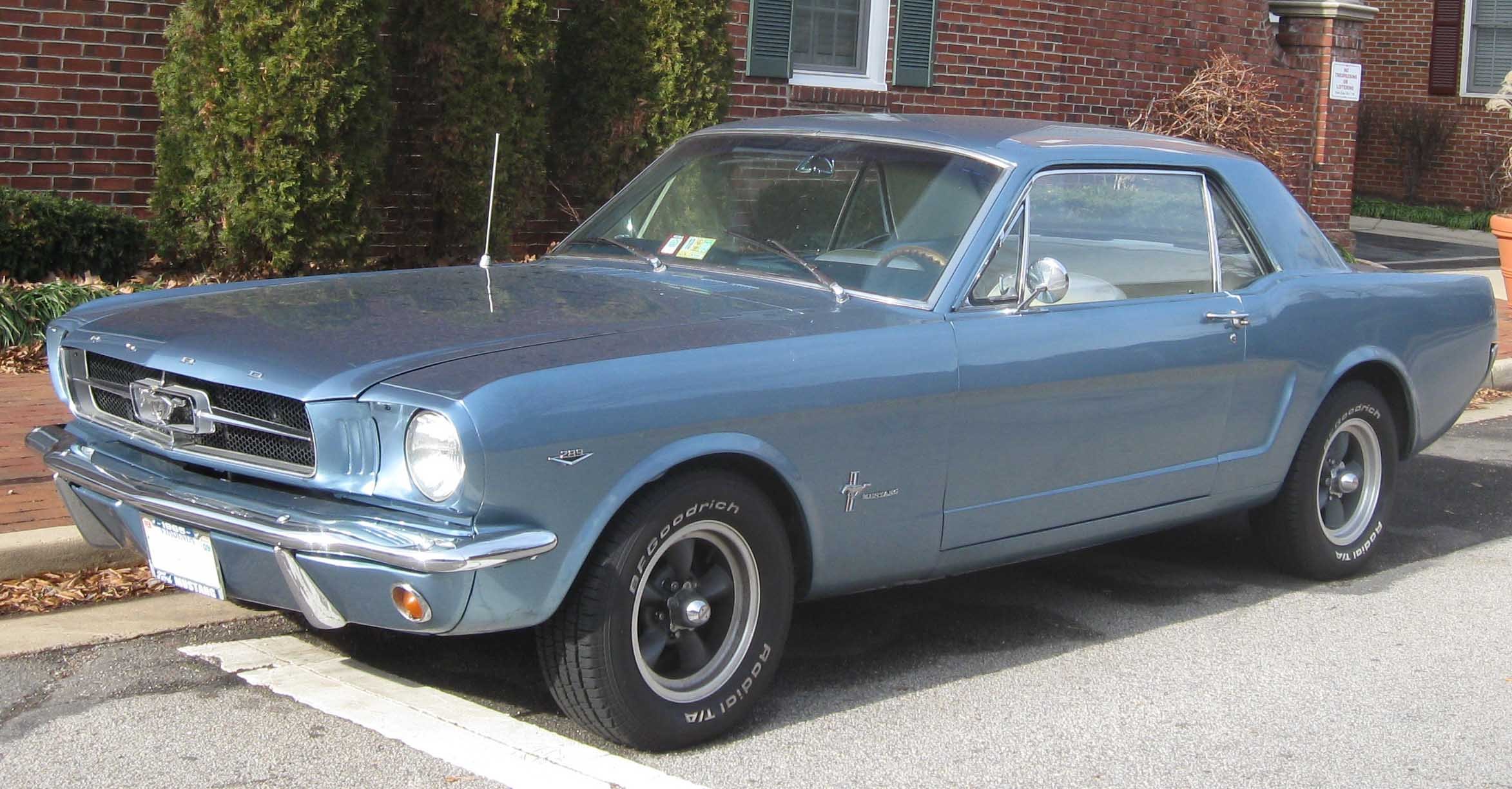
Ford Mustang I

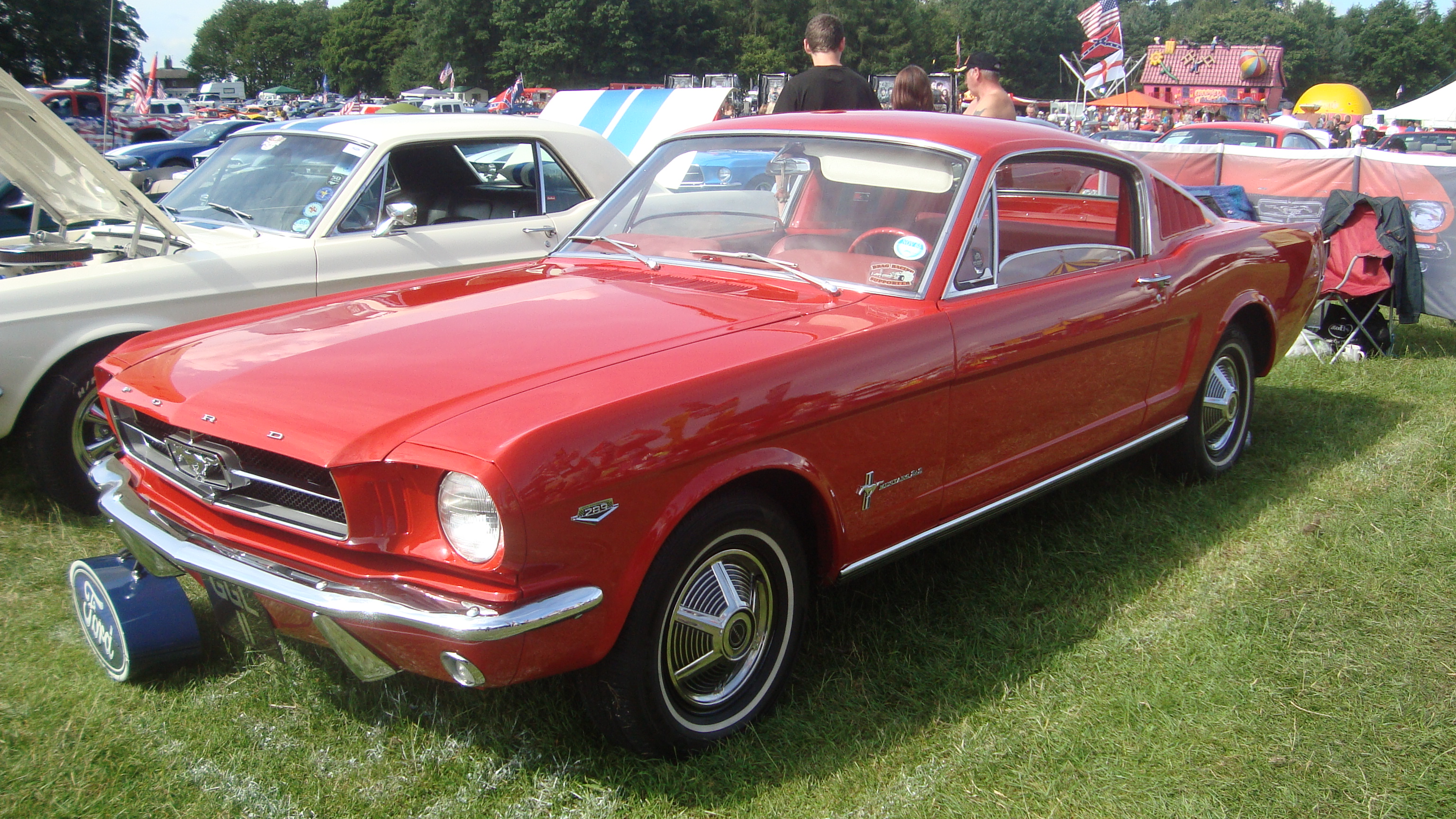
Ford Mustang (фастбек)

### 1964—1966 модельний рік

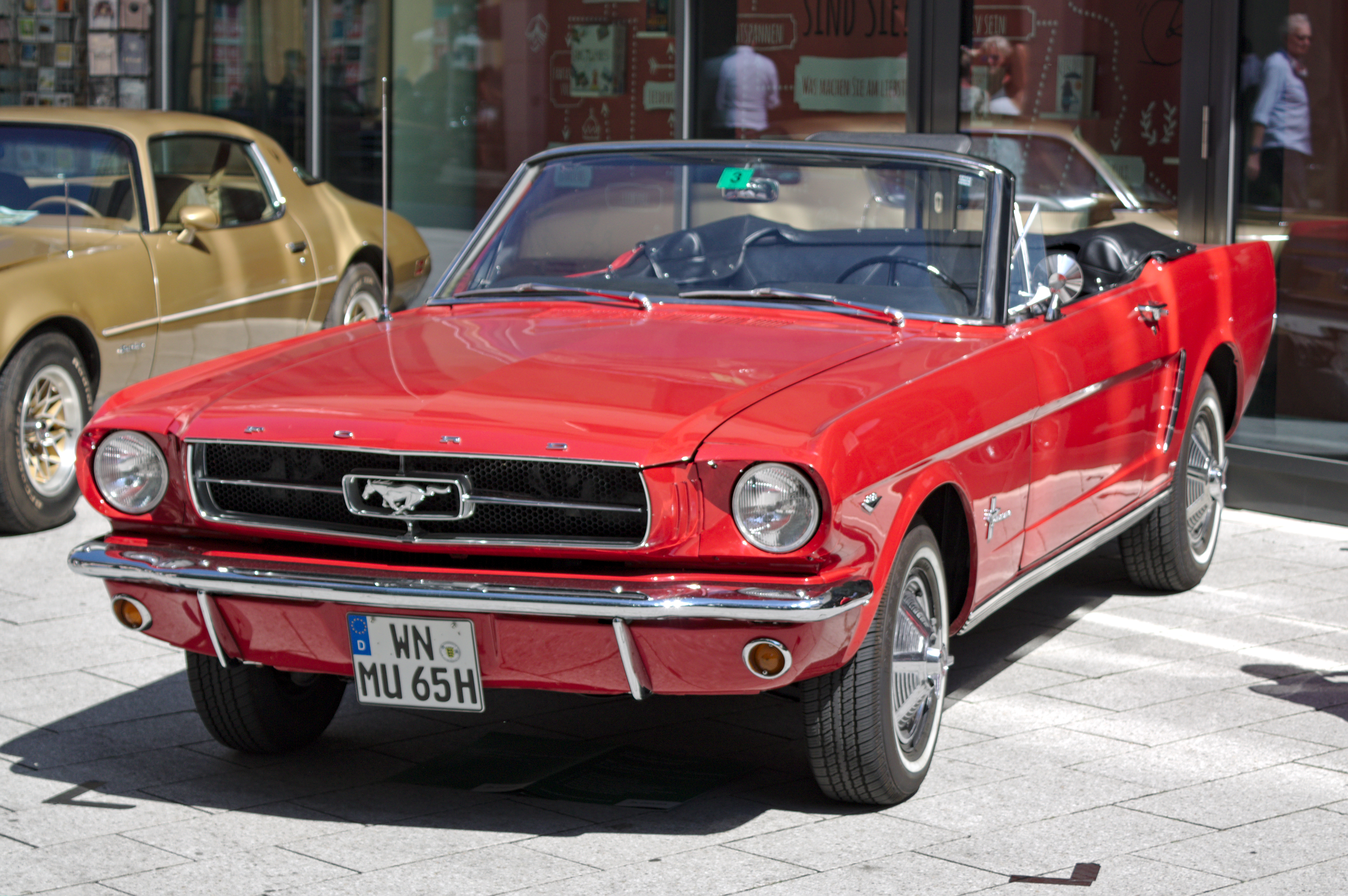
Кабріолет моделі 1966 року.

Перший Mustang покинув конвеєр вранці 9 березня 1964 року, а до кінця цього ж року було продано 263 434 машини. У середині 1965 року була представлена модель у кузові фастбек, націлена проти конкурентної моделі Plymouth Barracuda і виглядає гармонійніше від базового купе. Дуже привабливий зовні був і автомобіль із кузовом convertible (кабріолет).
Основою дизайну слугував стилістичний «ключ» вдалого люксового купе Lincoln Continental Mark II середини п'ятдесятих років, з його характерними пропорціями з довгим капотом і коротким багажником і пластиковою боковиною кузова зі зламом у районі арки заднього колеса. Проте, в порівнянні з ним зовнішність «Мустанга» була менш суворою і динамічнішою.
Дизайн вважався для свого часу досить вдалим, хоча і нетрадиційним для Америки — висловлювалися навіть думки, що в цьому відношенні «Мустанг» з його чистими лініями для компактного кузова і помірною кількістю хрому в обробці був ближче до європейських, а не до масових американських моделей тих років із характерними для них надлишковими розмірами і зайвим захопленням блискучими орнаментами.
З технічної точки зору ж, одкровенням автомобіль не був.
Базовий двигун був добре відомим у США, як шестициліндровий силовий агрегат від Ford Falcon, розточеними до 170 кубічних дюймів (~ 2,8 л), Він був агрегованим із триступінчатою механічною або дво- чи триступінчастою автоматичною трансмісією.
Передня підвіска була в цілому запозичена у того ж «Фалькона», і конструктивно була звичайним зразком паралелограмної підвіски на двох поперечних важелях — при цьому, амортизатор у блоці з пружиною був винесений із простору між важелями і розміщений над верхнім важелем. Така підвіска (в Америці її називають «double-wishbone») була трохи компактнішою, ніж звичайна паралелограмна, зокрема, вивільняючи місце для великих двигунів V8. Стабілізатор поперечної стійкості пропонувався як опція.
Задня підвіска була залежною, з поздовжніми напів-веліптичними ресорами і жорсткою балкою ведучого моста.
Гальма в базі були барабанними на всіх колесах, вакуумний підсилювач пропонувався як опція. Довершував картину «черв'ячний» рульовий механізм із циркулюючими кульками від «Фалькона» з великим передавальним відношенням (гідропідсилювач керма в ті роки був у цьому класі малозатребуваною опцією).
Як результат, хоча керованість і ходові якості автомобіля і були кращими, ніж у базової моделі — «Фалькон» — за рахунок нижчого центру ваги і змінених налаштувань шасі, але був трішки кращим.
У 1965 році в стандартний інтер'єр «Мустанга» введені роздільні сидіння водія і пасажира, з можливістю регулювання, радіоприймач AM, важіль переключення на підлозі. Також як опції були доступні сонцезахисні козирки, механічне дистанційне керування дзеркалом, підлогова консоль і нероздільне переднє сидіння. Також одним із варіантів інтер'єру був «Rally-Pack»: годинник і тахометр із кріпленням на рульовій колонці. Він була доступний за 69,30 $ (з установкою у дилерів 75,95 $).
У квітні 1965 року покупцям запропонували пакет GT, до нього входили: налаштована підвіска, чіткіше рульове керування, передні дискові гальма, подвійний випускна система і особливе забарвлення кузова.
Особливо потужна модифікація від знаменитого ательє гонщика Керола Шелбі — Shelby GT350 — випускалася в кузові фастбек, комплектувалася 289-м двигуном V8, форсованим до 306 к. с. і продавалася в салонах будь-якому охочому.
У 1966 році базовий Mustang став у базі комплектуватися 120-сильним двигуном із рядним розташуванням шести циліндрів і об'ємом 200 кубічних дюймів (3,2 л). Як опції були доступні три 289-кубових двигуна V8, потужністю від 200 до 271 к. с. Версія Shelby GT350 тепер була доступна в чотирьох кольорах, з АКПП і механічним нагнітачем Paxton, що дозволяв після досягнення мотором певних оборотів збільшувати потужність до 420—430 к. с. Також у 1966 році «Мустанг» одним із перших отримав монофонічний автомобільний радіоприймач із діапазонами AM/FM, а сонцезахисні козирки стали стандартним обладнанням.
Коли в Німеччині почалися продажі Ford Mustang, виявилося, що дане ім'я вже зареєстровано. Німецька компанія запропонувала продати права за 10,000 $. Ford відмовився і видалив значок «Mustang», назвавши його для німецького ринку «Т-5».

### 1967—1968 модельний рік

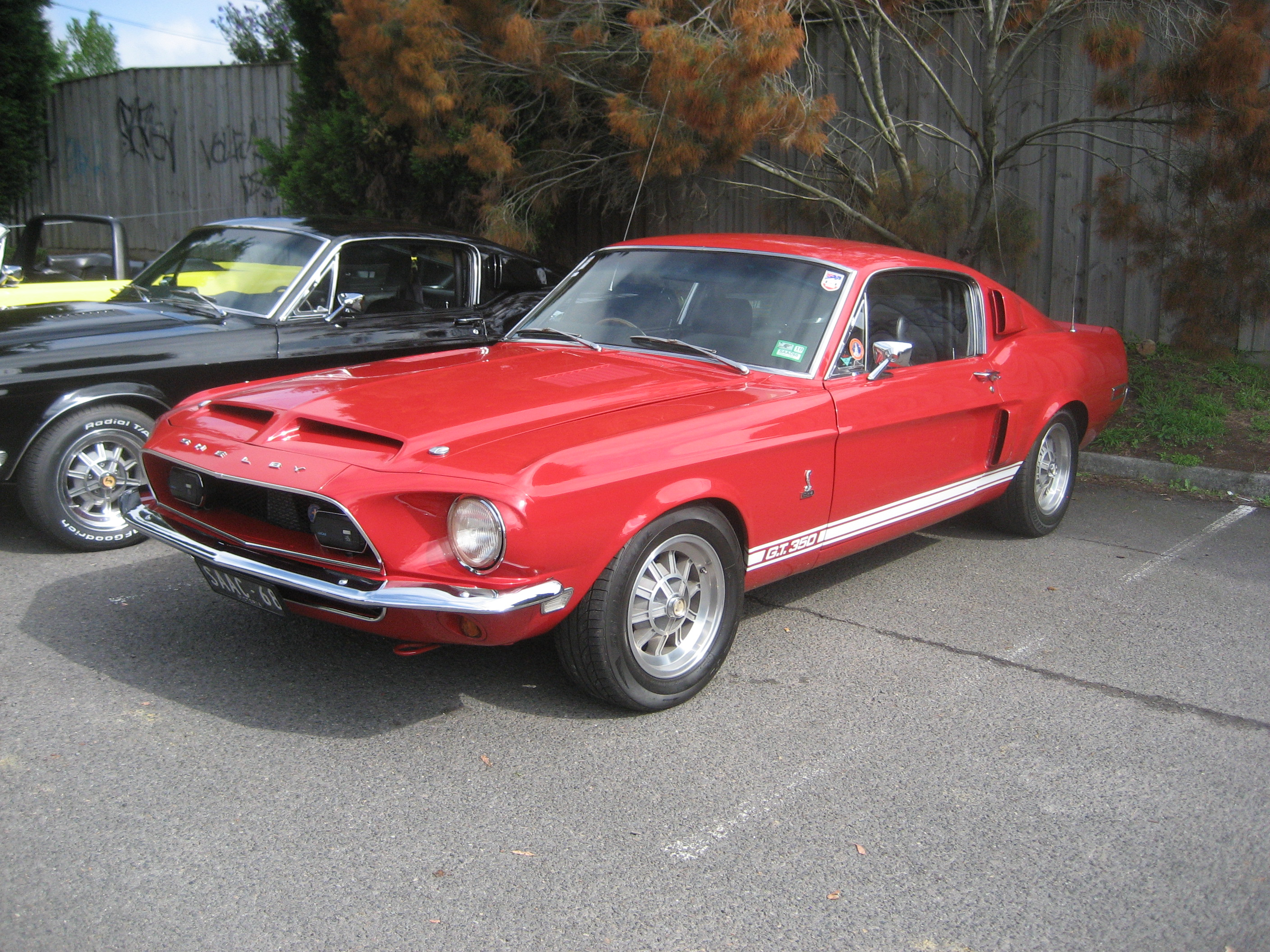
Ford Mustang Shelby GT350

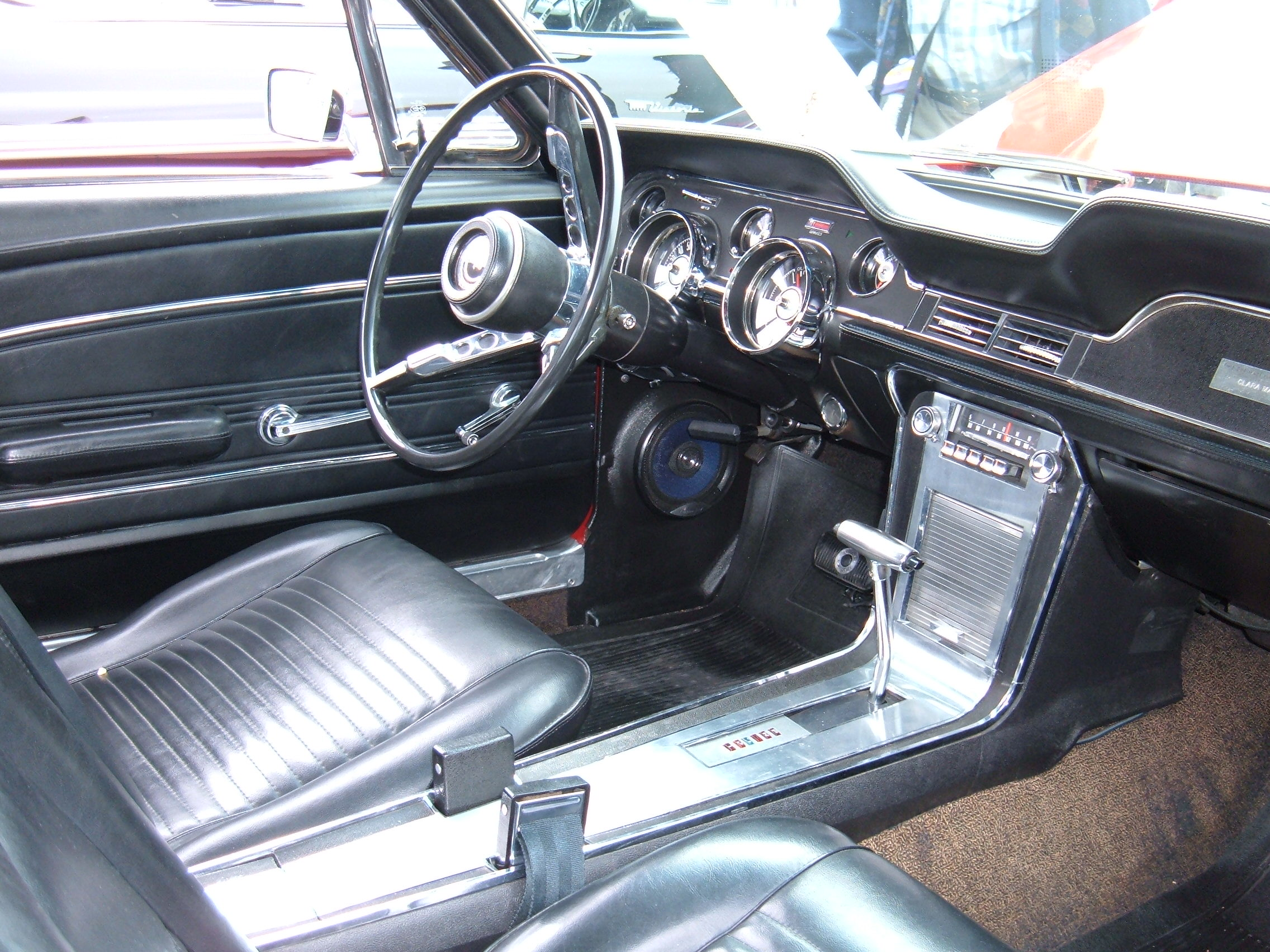
Салон моделі 1967 року.

До 1967 модельного року Mustang додав у довжині та у висоті, відповідно, трансформацію зазнало більшість кузовних панелей. Передок став виглядати «агресивніше», змінився фастбек, у якого заднє скло і кришка багажника розташовувалися тепер на одній лінії.
Ford Mustang GT 390, що запам'ятався багатьом із художнього фільму «Bullitt», був створений для рівнозначної конкуренції з Chevrolet Camaro SS 396. Ринок вимагав потужних авто, і Керролл Шелбі не міг не відреагувати і представив Shelby GT500 — ще потужнішу модифікацію Mustang. Під капотом новинки стояв 428-кубовий V8, що розвивав 335 к. с. У 1968 році «Мустанг» отримав простіші ґрати радіатора і 427-кубовий двигун, потужністю 390 к. с., який добре показав себе на вулиці. У цьому ж році, 1 квітня, Ford анонсував один із своїх найзнаменитіших двигунів — 428 Cobra Jet, з тарілками клапанів більшої площі і системою забору повітря Ram Air, який при заявленій потужності в 335 к. с. легко розвивав всі 410. З цього ж року модифікації GT350 і GT500 стали називатися Shelby Cobra, і став доступним кузов кабріолет.
У той же час, продовжували випускатися і скромні шестициліндрові моделі, які пропонували яскравий спортивний зовнішній вигляд та імідж за розумні гроші.
У 1968 році вперше були введені триточкові ремені безпеки. Пакет «Rally-Pack» більше не пропонувався, оскільки нова панель інструментів уже мала тахометр і годинник.

### 1969—1970 модельний рік

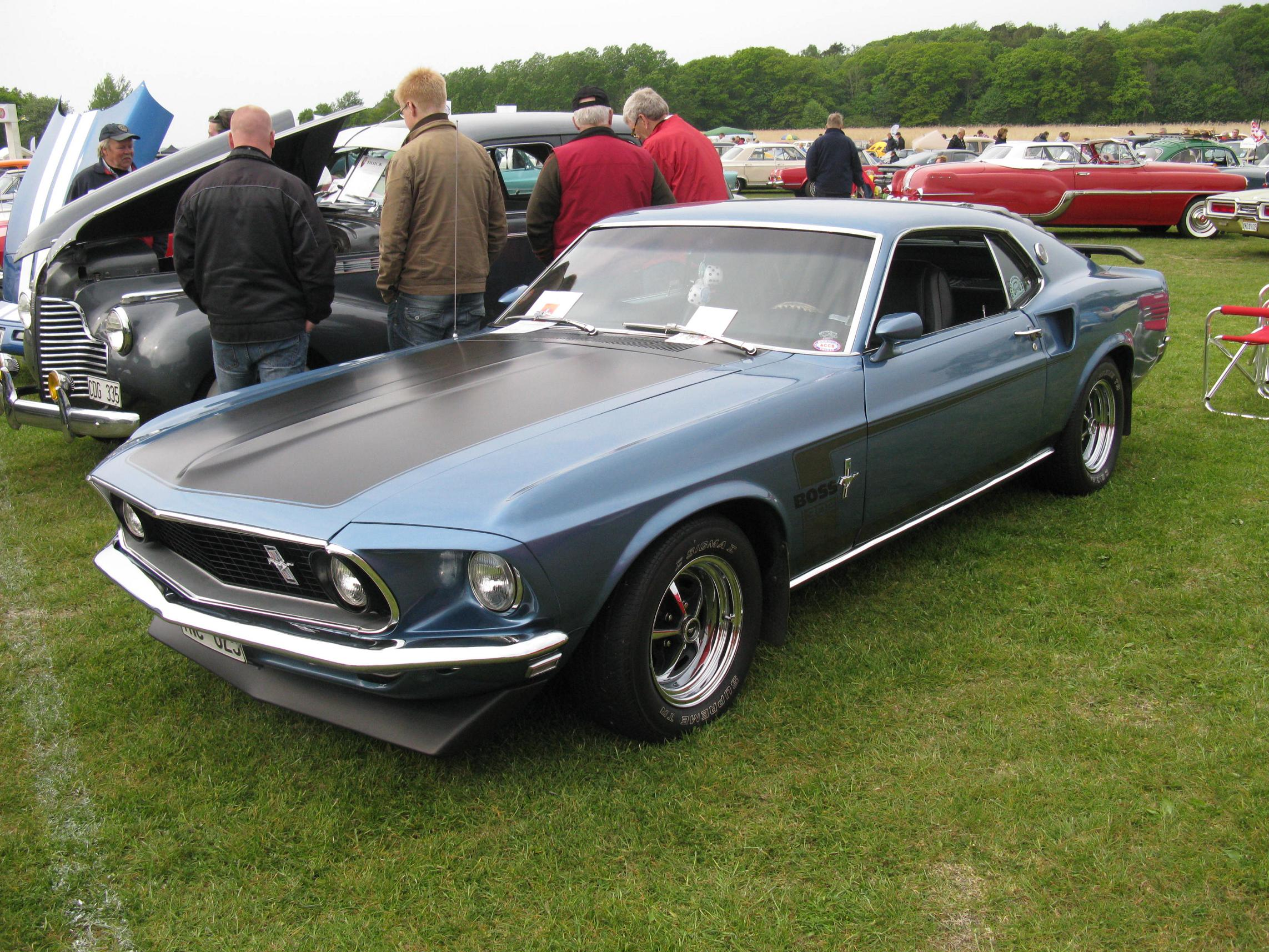
Ford Mustang SportsRoof 1969 року

До 1969 модельного року Ford Mustang переніс повторну модернізацію, все більше віддаляючись від початкової концепції: при колишній колісній базі довжина машини збільшилася на 3,8 дюйма (~ 10 см), маса — на 140 фунтів (~ 70 кг), і в модельній лінійці з'явилися нові версії — дешева Е, розкішна Grande та спортивні BOSS і Mach 1. Ford Mustang в 1969 році став першою моделлю з використанням чотирьохфарної схеми головного світла, фари поміщалися всередині і зовні решітки радіатора.
Модифікація BOSS з індексом 302 була побудована для конкуренції з Camaro Z/28 в гонках Trans AM. Версія з 429-кубовим V8 потужністю 375 к. с. призначалася для NASCAR і комплектувалася Ram Air-індукцією та особливими випускними колекторами. Під капотом Mach 1 стояв 351-кубовий V8, а як опцію можна було замовити самоблокувальний міжколісний диференціал заднього моста і навіть двигун 428 Cobra Jet. Версії Shelby Cobra були доступні в кузовах фастбек і кабріолет і ставали все розкішнішими, комплектувалися мотором 428 Cobra Jet V8 потужністю 335 к. с.
У 1970 модельному році Ford зайняв вичікувальну позицію, і залишив модель Mustang практично недоторканою, змінивши тільки передок і створивши ще кілька незначних оновлень. Це був останній рік для модифікацій Shelby Cobra, які залишилися практично незмінними з минулого року, на відміну від базового Mustang.

### 1971—1973 модельні роки

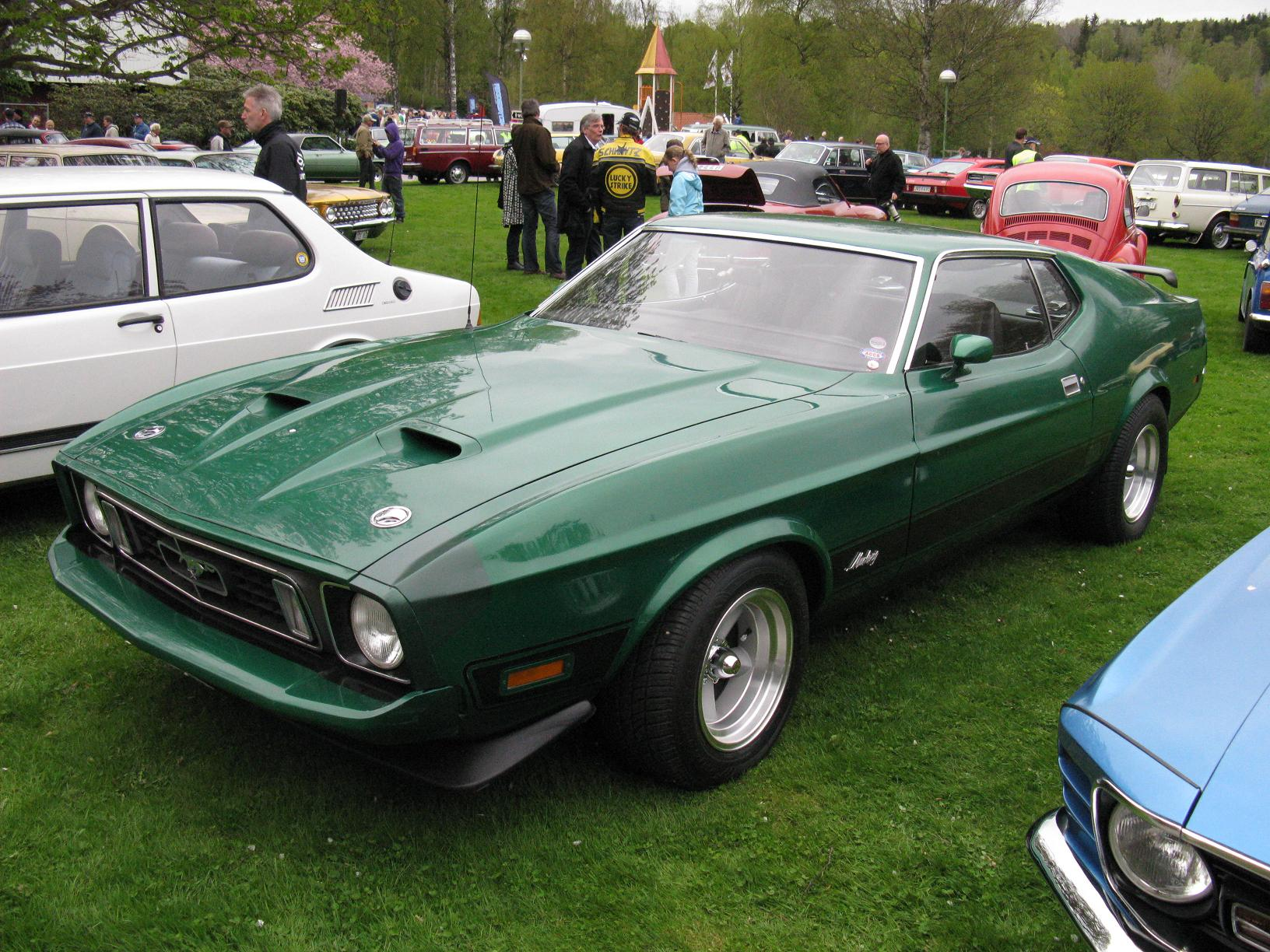
Ford Mustang SportsRoof 1973 року — одна з останніх модифікацій першого покоління.

У 1971 році всім «масл-карам» довелося сутужно, а Мустанг вкрав ідею Камаро і не залишився осторонь. Розроблений під керівництвом нового дизайн-менеджера Сеймона Еміля «Банкі» Кнудсена (Semon Emil «Bunkie» Knudsen) (перейшов із General Motors) автомобіль, знову виріс і поважчав майже на 100 фунтів (~ 50 кг), втратив неповторність і гармонійність, за які шанувальники так люблять «оригінальні» дизайн класичних екземплярів 1964—1966 років.
Крім Shelby Cobra, зникли й модифікації BOSS 302 і BOSS 429. Модифікація Mach 1, комплектувалися знаменитим 351-м двигуном Cleveland V8 потужністю 285 к. с. все ще була доступна. Був представлений новий BOSS 351, який виявився швидше на дистанції в 1/4 милі, ніж 429 Super Cobra Jet Ram Air.
У 1972 році змінилися державні стандарти США: тепер всі двигуни потрібно було оцінювати за новою системою — машину тестували в повній комплектації, з усім навісним обладнанням, як вже давно було прийнято в іншому світі. У результаті базовий 250-кубовий (~ 4 л) двигун I6 Mustang оцінили всього в 99 к. с., а топовий 351-кубовий V8 (~ 5,7 л) За новою системою мав рейтинг у 275 кінських сил.
Модифікація BOSS 351 більше не пропонувалася і єдиною спортивною версією вважався Mach 1.
Вслід за потужними версіями в 1973 році настав захід сонця і самого Mustang — рейтинги потужності двигунів знову знизили, і вийшло, що базовий мотор видавав 95 к. с., а найпотужніший 351-кубовий V8 — всього 176 кінських сил.
Це був останній рік виробництва Mustang. У 1974 році з'явилася інша модель, названа Mustang II, яка не мала нічого спільного з легендарним Muscle Car.

## Друге покоління (1974—1978)

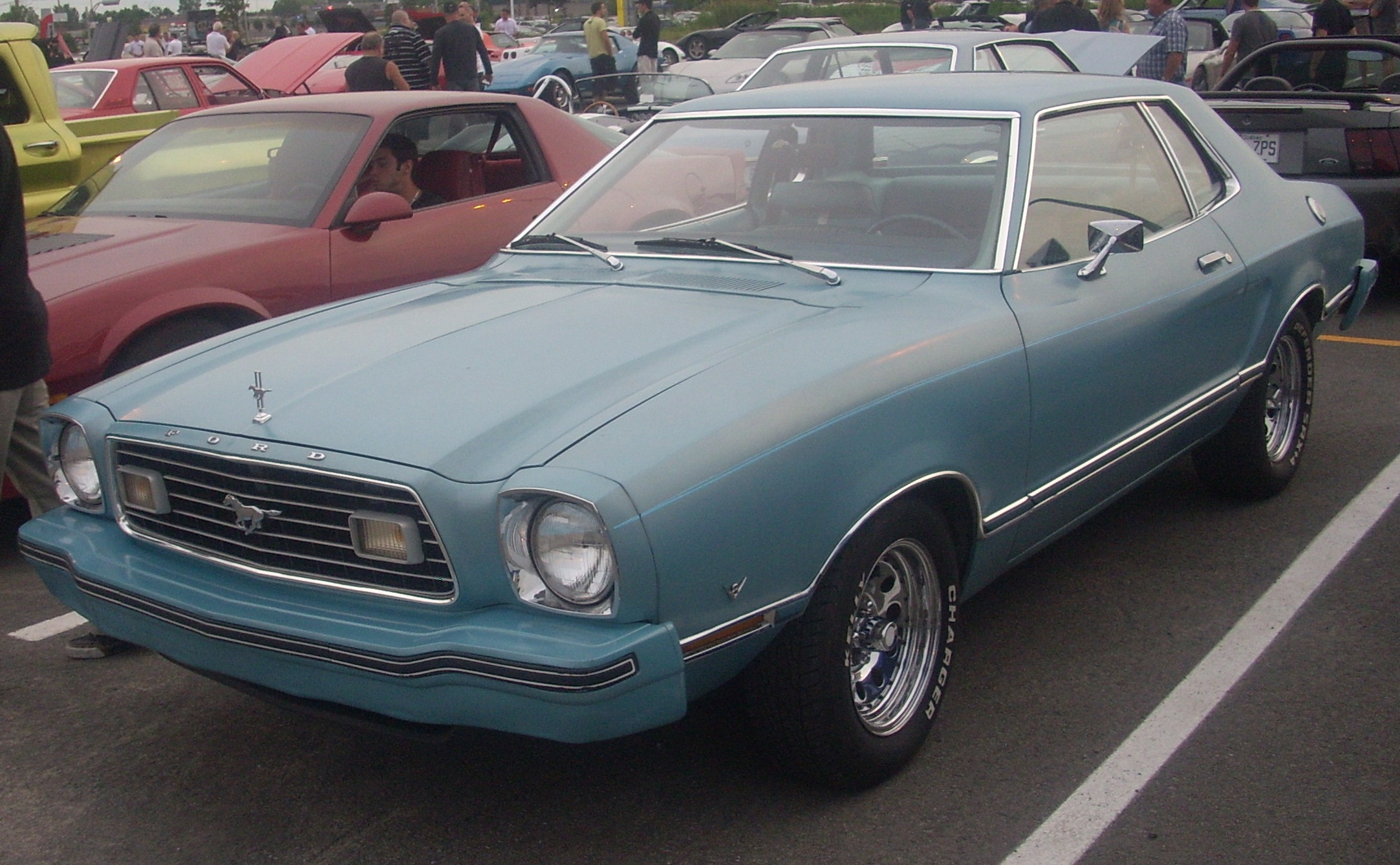
Ford Mustang Купе-нотчбек.

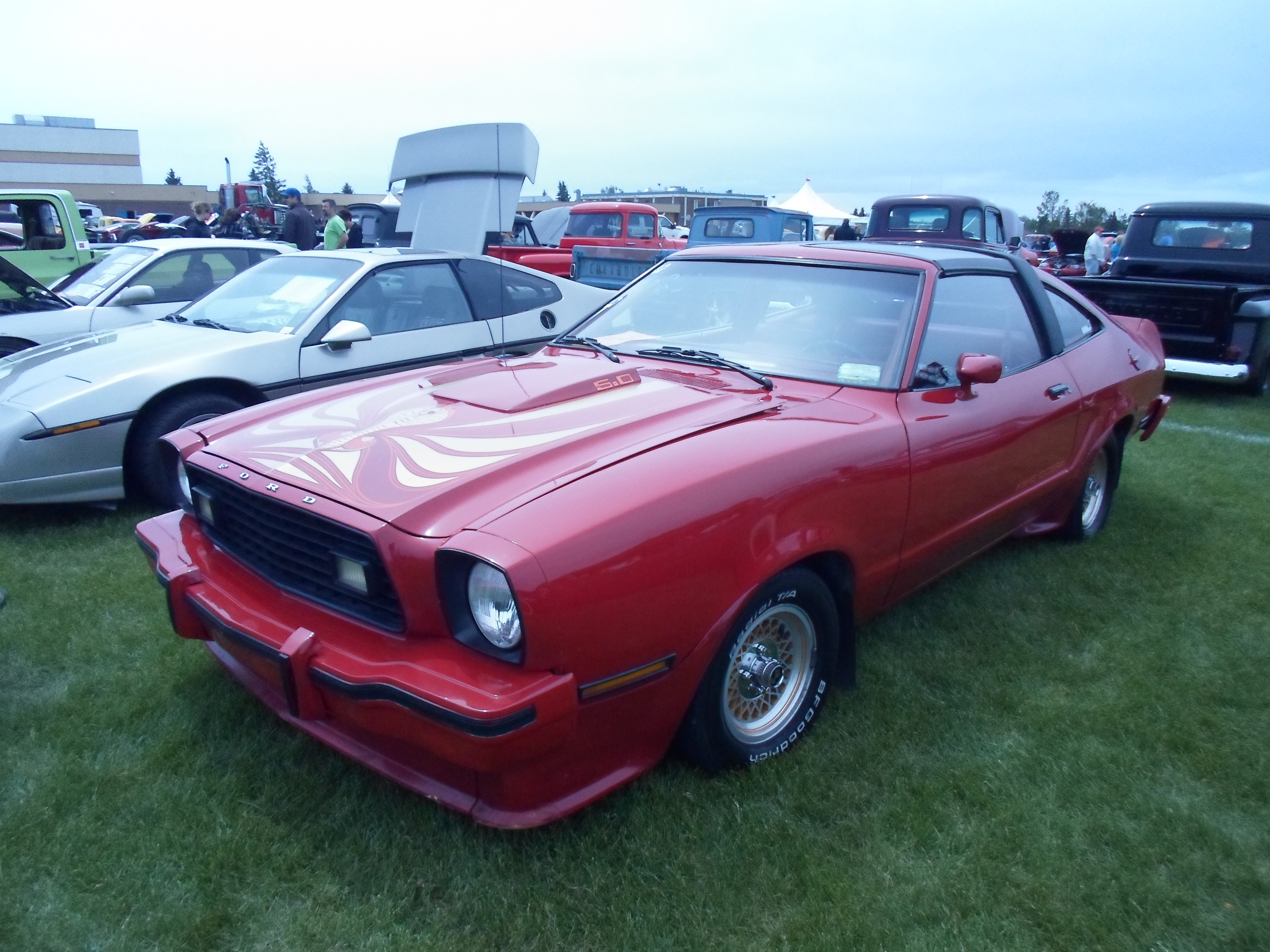
Ford Mustang II King Cobra 1978 року (хетчбек)

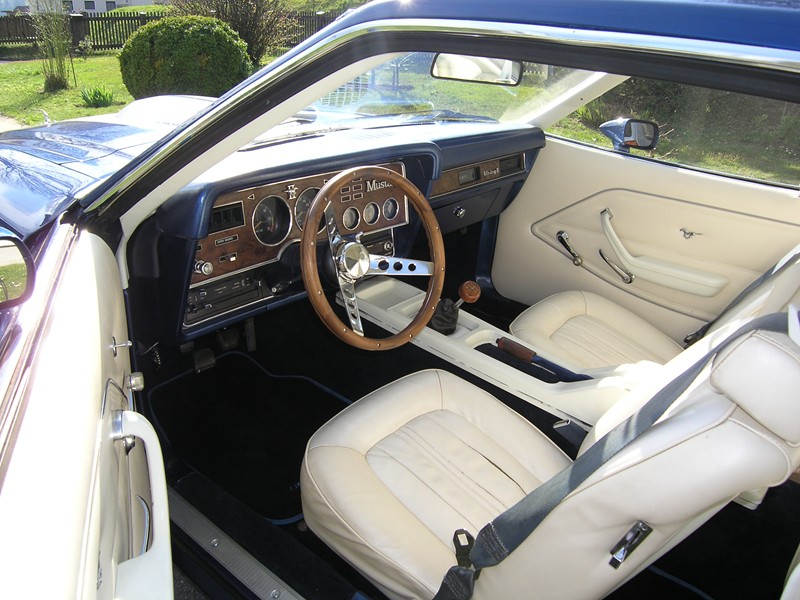
Салон Ford Mustang II

Ford Mustang II ознаменував перегляд концепції американського Pony Car в умовах бензинової кризи, та зміни смаків покупців. Разом із тим, автомобіль був набагато ближчим до початкової концепції 1964 року, ніж пізні моделі першого покоління, що дуже мало нагадують моделі перших років випуску зовні і сильно виросли в розмірах і масі, які Лі Якокка, що став до того часу президентом Ford Motors, автор оригінальної концепції Мустанга'64, зневажливо назвав «Бегемот». Для 1974 модельного року ним була ініційована розробка нового, сильно зменшеного у розмірі, «Мустанга» під гаслом повернення до коріння, точніше — до вихідної концепції.
І справді — Mustang II був концептуально вельми близький до споконвічного варіанту 1964: невелике купе досить чистих форм з італійським дизайном від Ghia (дизайнер — Алессандро де Томасо), створене на базі субкомпакта Ford Pinto і близьке за класом до популярних імпортних моделей на зразок Toyota Celica або Ford Capri. У дизайні використовувалися тематичні елементи раннього «Мустанга», але в цілому зовні автомобіль знаходився в рамках «мейнстриму» Фордів середини 1970-х років і багато в чому нагадував свій прототип Pinto.
Машина була за американськими мірками дуже невелика (трохи більше радянського Москвича-2141), навіть менше оригінальної моделі 1964 року, і мала в базовій комплектації розточеними до 2,3 літрів рядний чотирициліндровий двигун Kent від європейських Фордів, розвивав ганебні для Америки 86 к. с. Вибір силового агрегату обумовлювався міркуваннями економії палива. Як опції були доступні 2,8-літровий двигун V6 Cologne і, з 1975 року, — невеликий, за американськими мірками, V8 в 4,9 л. Утім, на тлі повсюдного зниження потужностей двигунів і відходу з ринку більшості Muscle Cars новий «Мустанг» видавався досить динамічним для свого часу, а невисокий витрата палива базової «четвірки» привернув покупців, які бажали мати автомобіль із яскравою зовнішністю і спортивним іміджем, але не бажали переплачувати за страховку і бензин — тут також видно повернення до оригінальної концепції Мустанга.
Кузов автомобіля мав фірмове позначення Hardtop, тим не менш, він мав центральну стійку, прикриту хромованою накладкою, а задні скла були жорстко закріплені в отворі — справжній кузов «дводверний хардтоп» просто імітувався. По суті, це було купе-нотчбек. Поряд із купе випускався трьохдверний хетчбек. Справжнього кабріолету не було, існувала лише модифікація на базі хетчбека з кузовом, який нагадував «тарга» — твердий дах був виконаний у формі букви Т. Пропонувалися люксова комплектація від Ghia з модифікованим інтер'єром і вініловим верхом, а також топова Mach 1 зі стосильним двигуном V6. Пізніше з'явився невеликий V8 потужністю всього 140 к. с. при обсязі в 4,9 л.
Конструктивно автомобіль був близький до європейських моделей: мав пружинну задню підвіску, рейкове рульове керування, чотирициліндровий двигун і чотириступінчасту МКПП в базі. Двигун встановлювався на окремому підрамнику, що знижувало гнучність та вібрацію. Навіть багато розмірів, особливо це стосується двигунів, були метричними, а не дюймовими.
З точки зору сучасних шанувальників, Mustang II часто розцінюється як темна сторінка в історії моделі. Тим не менш, у сімдесяті, цей автомобіль чекав теплий прийом у покупців: Mustang II виявився одним із найпродаваніших за всю історію моделі. Протягом перших чотирьох років випуску щороку продавалося близько 400 000 автомобілів.

## Третє покоління (1979—1993)

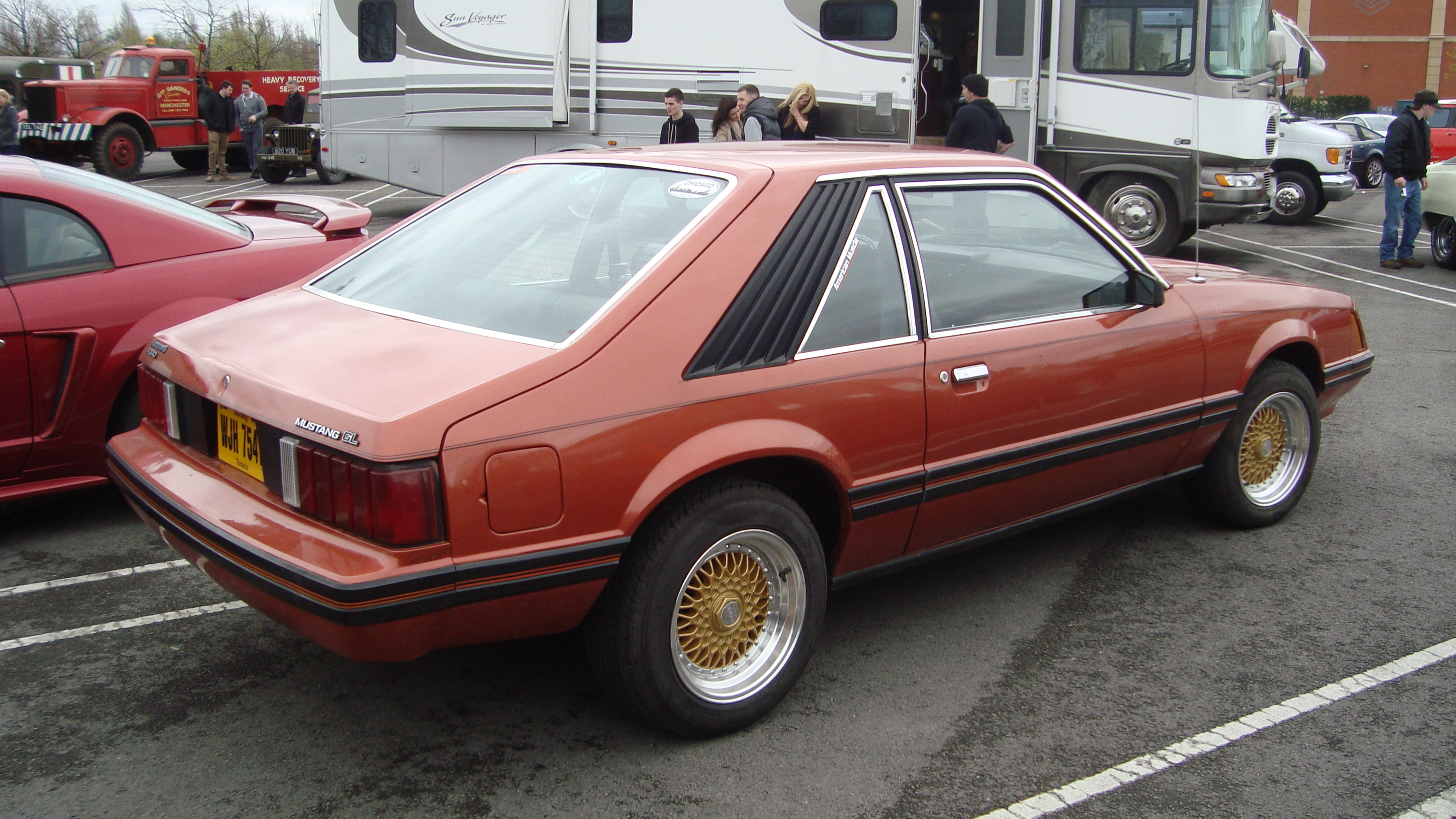

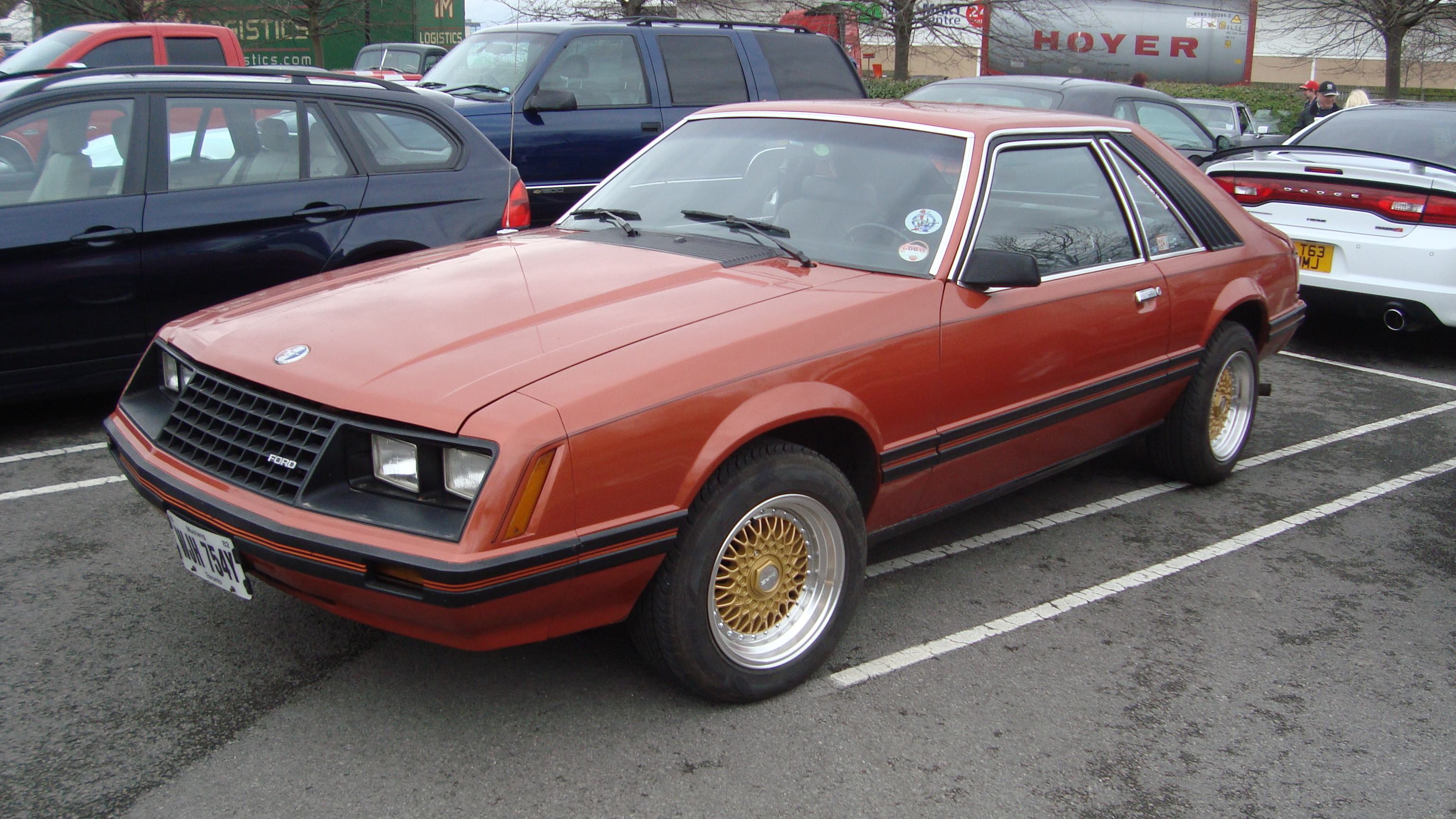
Дорестайліговий Ford Mustang III в кузові ліфтбек (1979—1986)

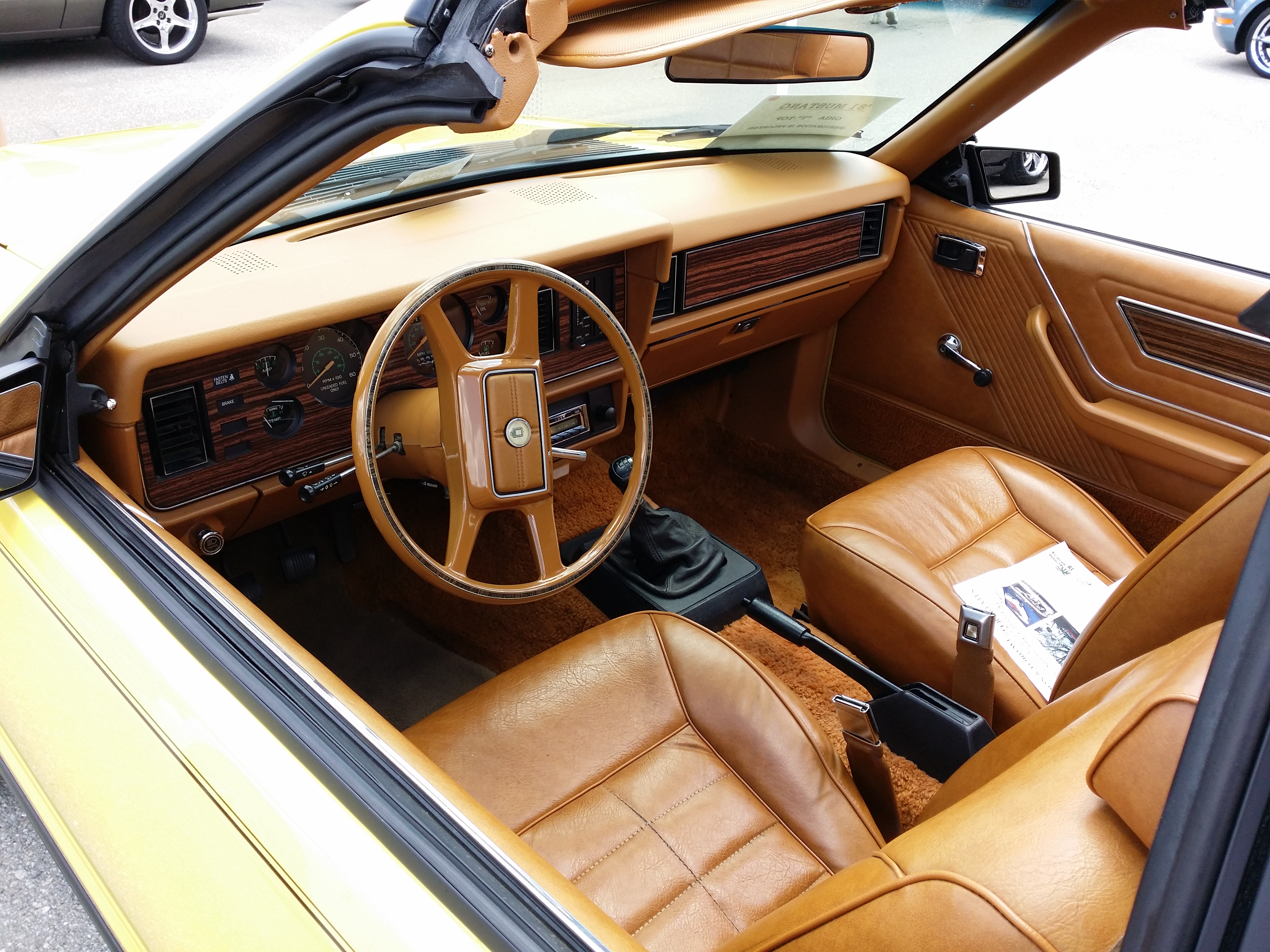

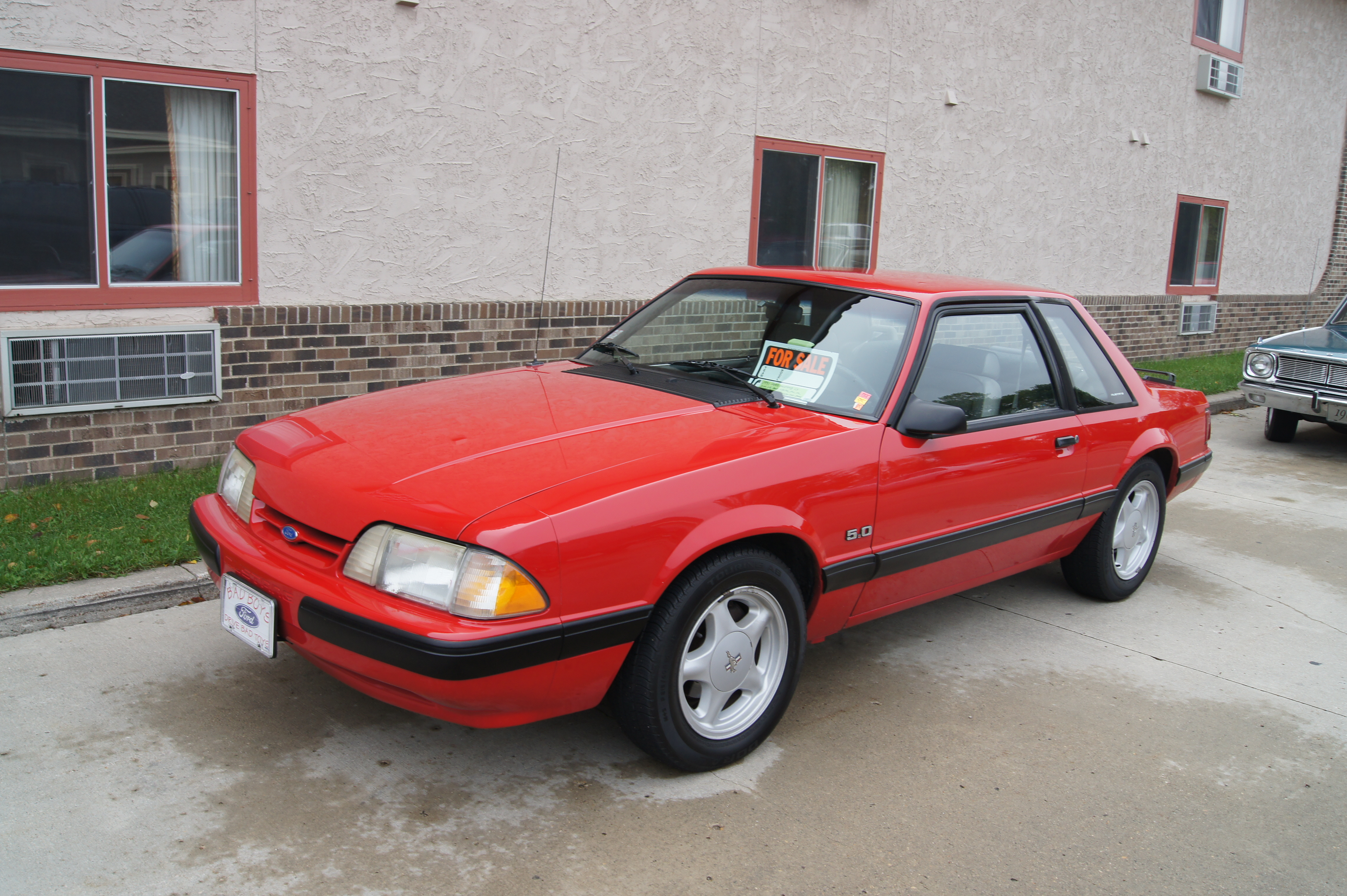
Рестайліговий Ford Mustang III (1987—1993)

У 1979 році з'явилося нове покоління «Мустанга». Технічною основою автомобіля стала платформа Fox Platform, на базі якої на той час вже були створені компакти Ford Fairmont і Mercury Zephyr. Пізніше на базі тієї ж платформи були створені Ford Thunderbird, Ford LTD, американський Ford Granada, і навіть Lincoln Continental 1982 року, що дало змогу досягти високої уніфікації всередині модельного ряду. Зовні і за розміром автомобіль нагадував європейські «Форди» тих років моделей Sierra і Scorpio. Базові двигуни так само були європейськими, але, на відміну від європейських моделей, на «Mustang» в топових комплектаціях ставилися V8 досить великого об'єму.

### Двигуни
- 2,3 л I4 86 к. с.
- 2,3 л turbo I4
- 3,3 л I6 85 к. с.
- 2,8 л V6
- 3,8 л Essex V6
- 4,2 л V8
- 4,95 л Windsor V8

## Четверте покоління (1994—2004)

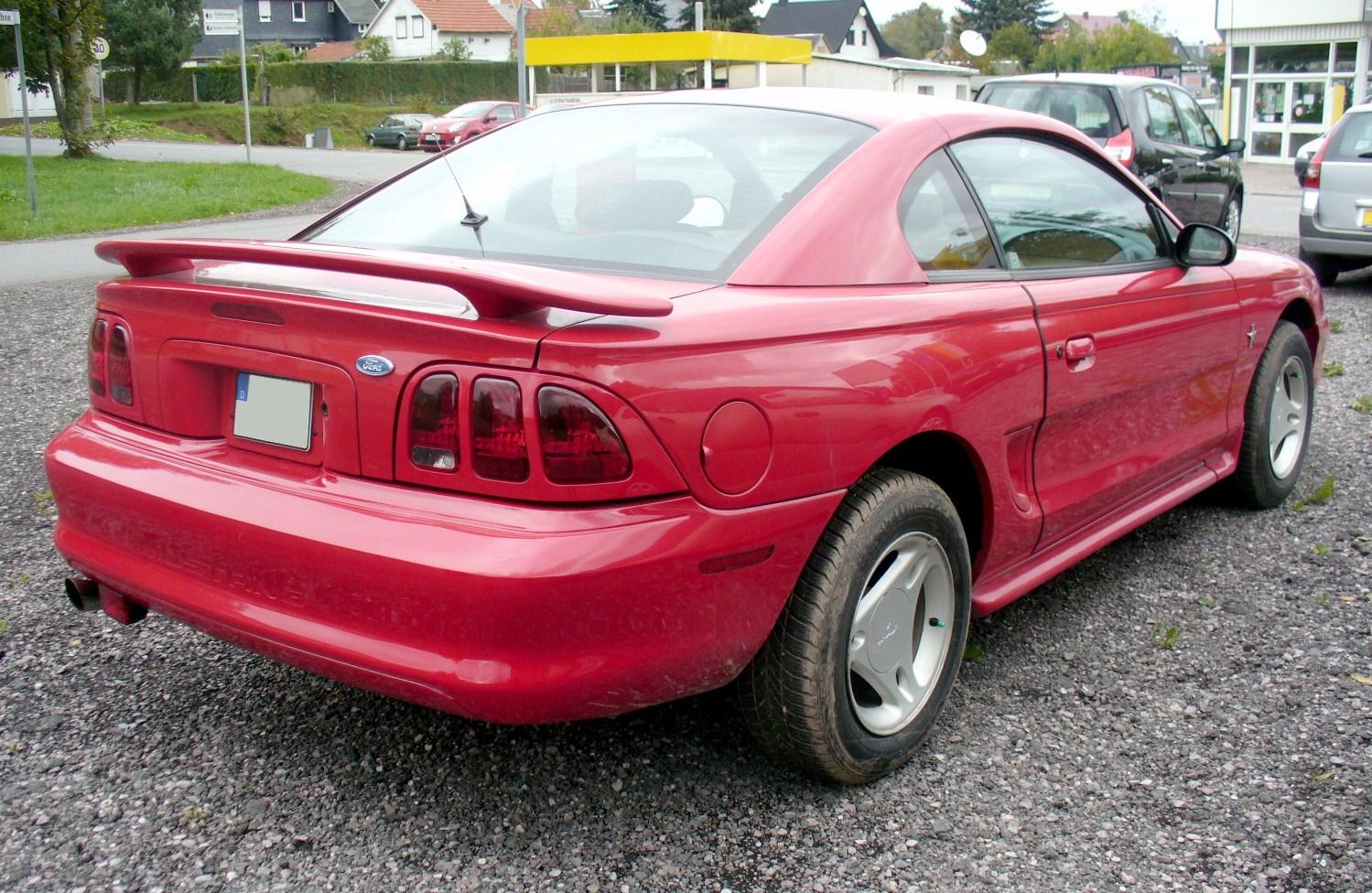

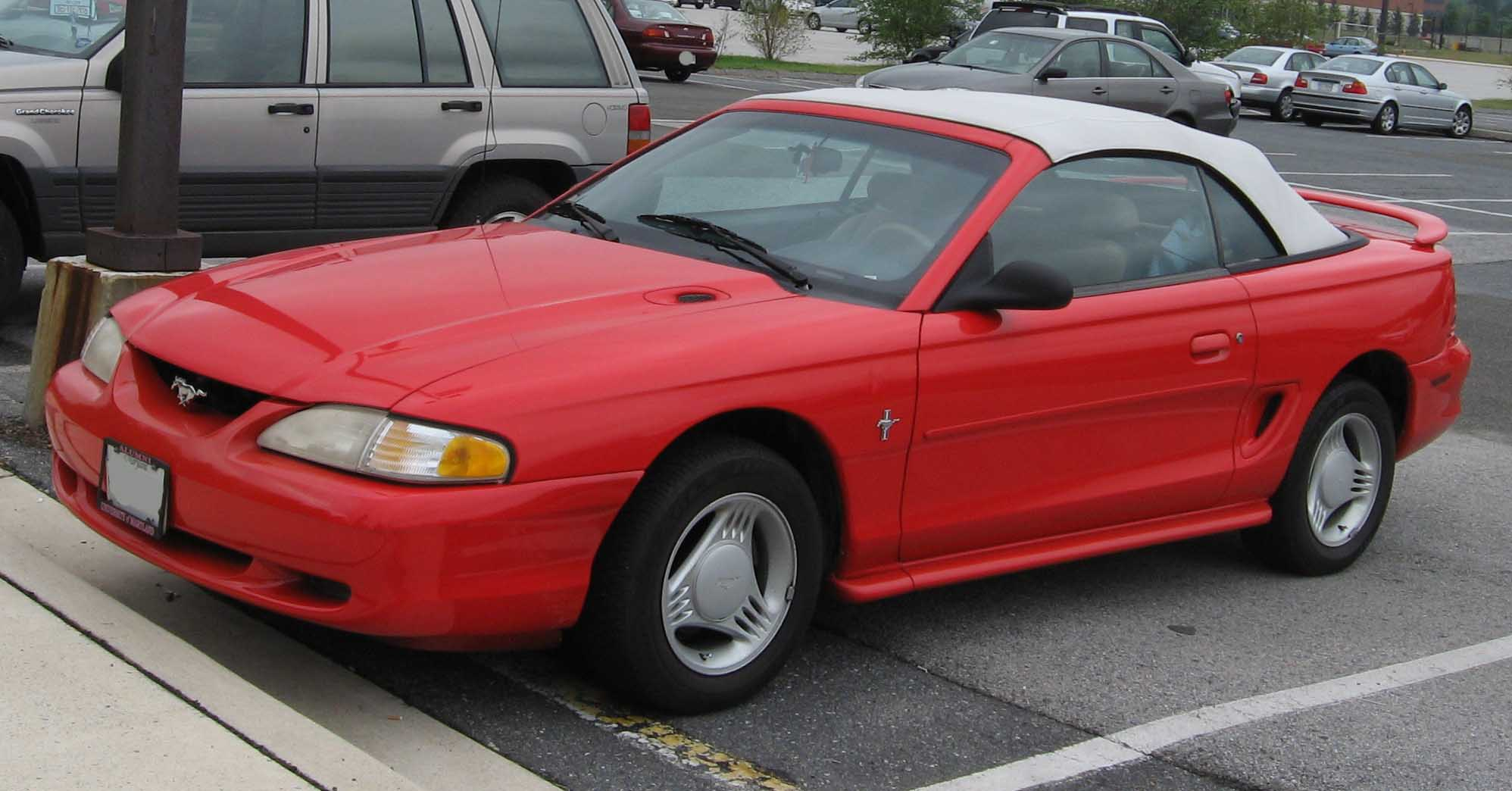
Кабріолет Ford Mustang 1994 року з «округлим» кузовом

### 1994—1998 модельний рік
В 1994 у Мустанг пережив перший серйозний редизайн за 15 років. Дизайн під кодовою назвою «SN-95», базувався на оновленій версії задньопривідної платформи «Fox», так званої «Fox-4». Він був зроблений в абсолютно новому стилі, розробленому Patrick'ом Schiavon'ом, і мав деякі елементи, схожі з першими Мустангами.
Базова модель мала V-подібний 6-циліндровий двигун об'ємом 3,8 літра потужністю 145 (1994—1995 роки) і 150 (1996—1998 роки) к. с. (108 кВт). Комплектація GT йшла вже з 8-циліндровим двигуном об'ємом 5 літрів і потужністю 228 к. с. Також була модель Cobra з п'ятилітровим двигуном потужністю 240 к. с. (179 кВт). Мустанг у третій раз був названий «Автомобілем Року» журналом Motor Trend magazine's.
В 1996 році в 5-літровий двигун «Windsor» було замінено 215-сильним (160 кВт) 4,6-літровим SOHC «Modular» V8, по два клапани на циліндр. Цей двигун був спочатку представлений в автомобілях Lincoln і був частиною програми «Ford'а» з модернізації лінійки двигунів.
В 1998 році у потужність 4,6-літрового двигуна була збільшена до 225 к. с. (168 кВт) за рахунок агресивнішого налаштування чипу, злегка доопрацьованої паливної системи і гучнішого вихлопу з трубами більшого діаметра. Це був останній рік випуску «дутих» Мустангів і єдиний рік, коли покупцям пропонувалася комплектація «Sport», яка включала в себе чорний вініл (незалежно від кольору автомобіля) на капоті і знамениті потрійні роздільні задні фари.

### 1999—2004 модельний рік

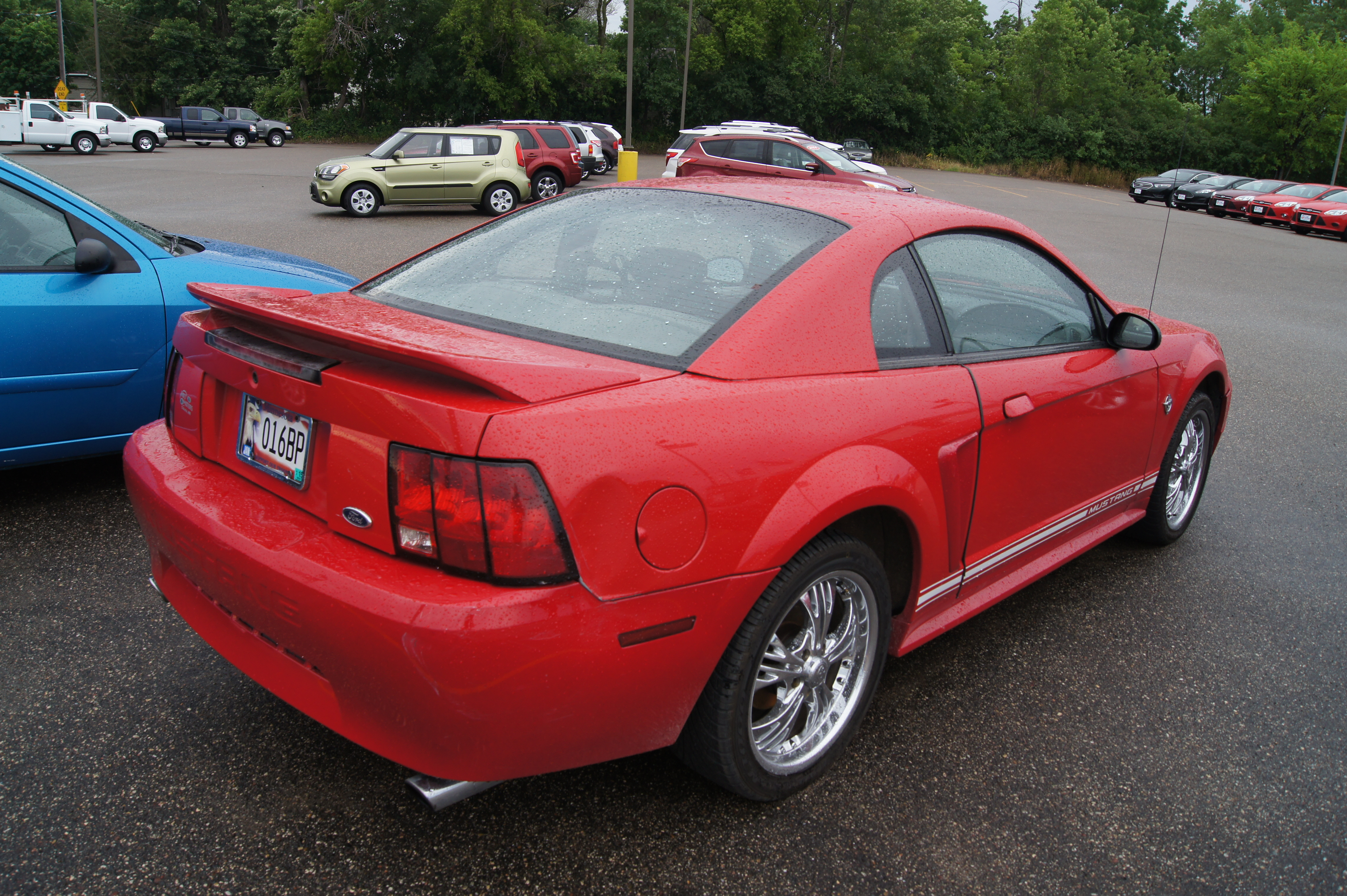

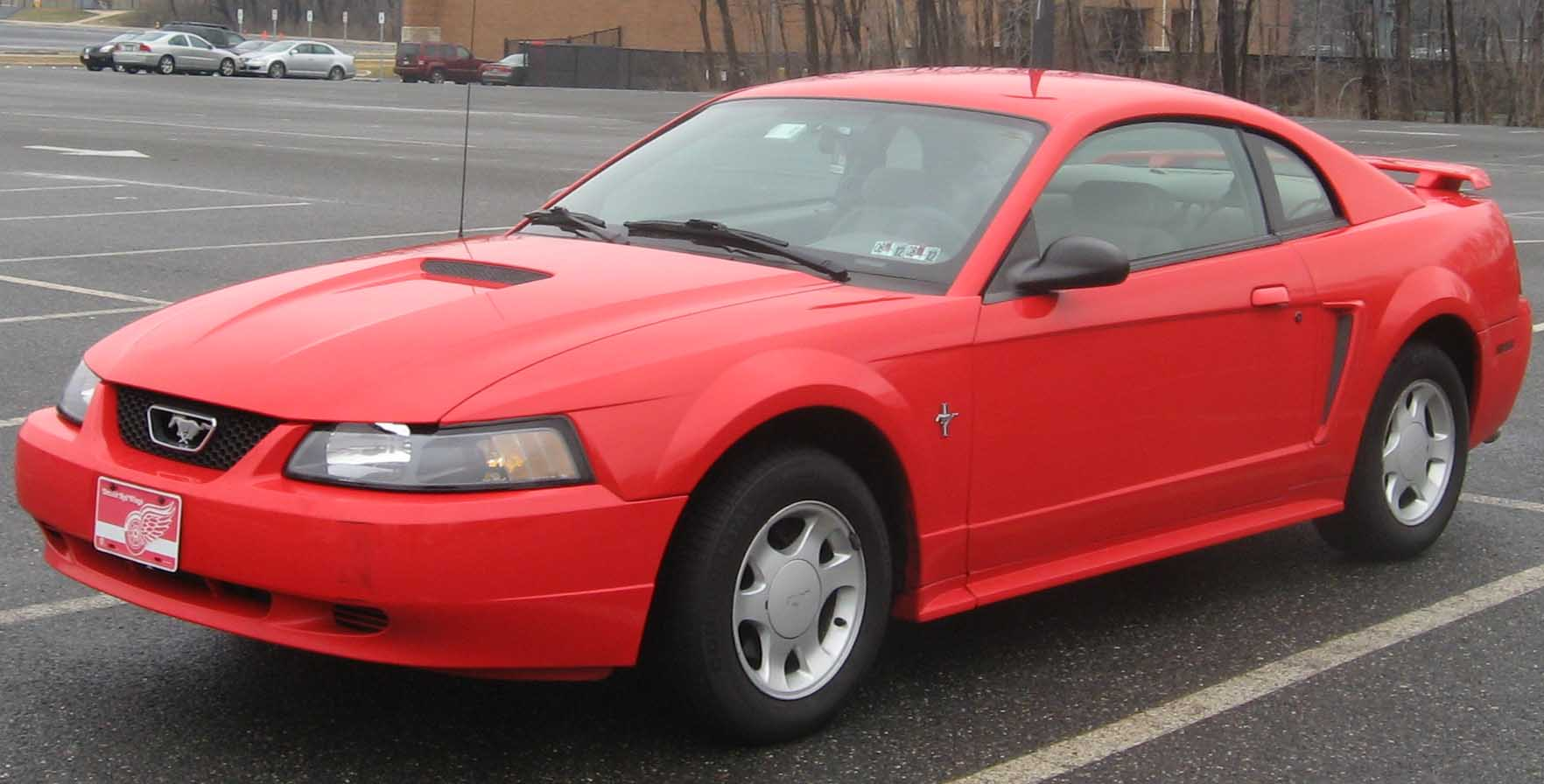
Ford Mustang в стилі New Edge

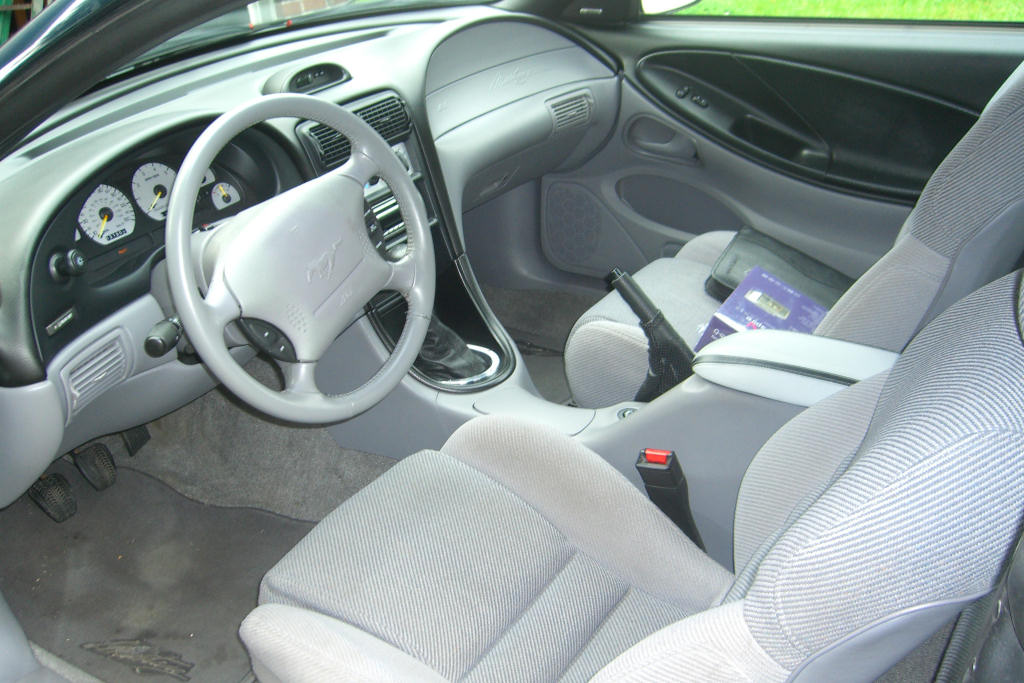

Оновлена модель із дизайном, що базується на концепції «New Edge», з'явилася в 1999 році. Більшість плавних ліній, що були у моделі 94—98 років, пішли в минуле, але Мустанг все ще базувався на платформі SN-95. Потужність GT-модифікації була збільшена до 260 к. с. (194 кВт) при 5250 об/хв, крутний момент — до 409 Н·м при 4000 об/хв. за рахунок застосування нових «Power Improved» (PI) головок блоку, валів і впускного колектора. Новий 16-клапанний 4,6-літровий двигун став дещо потужнішим від двигунів, що застосовувалися в 1996—1998 роках. «Мустанг» отримав паливну магістраль постійного тиску з використанням пов'язаного з PCM датчика тиску палива.
Тепер Mustang GT долав квотер за 14 з невеликим секунд, зі швидкістю на фініші 96+ миль/год. (для порівняння, GT '1998 — 14,5 секунд на 93—95 миль/год.).

### Двигуни
- 3,8 л OHV Essex V6 (1994—2004)
- 3,9 л OHV Essex V6 (2004)
- 4,9 л OHV Windsor V8 (1994—1995 GT)
- 5,8 л OHV Windsor V8 (1995 Cobra R)
- 4,6 л 2v SOHC Modular V8 (1996—2004 GT)
- 4,6 л 4v DOHC Modular V8 (1996—2001 Cobra)
- 4,6 л 4v DOHC SC Modular V8 (2003—2004 Cobra)
- 5,4 л 4v DOHC Modular V8 (2000 Cobra R)

## П'яте покоління (2005—2014)

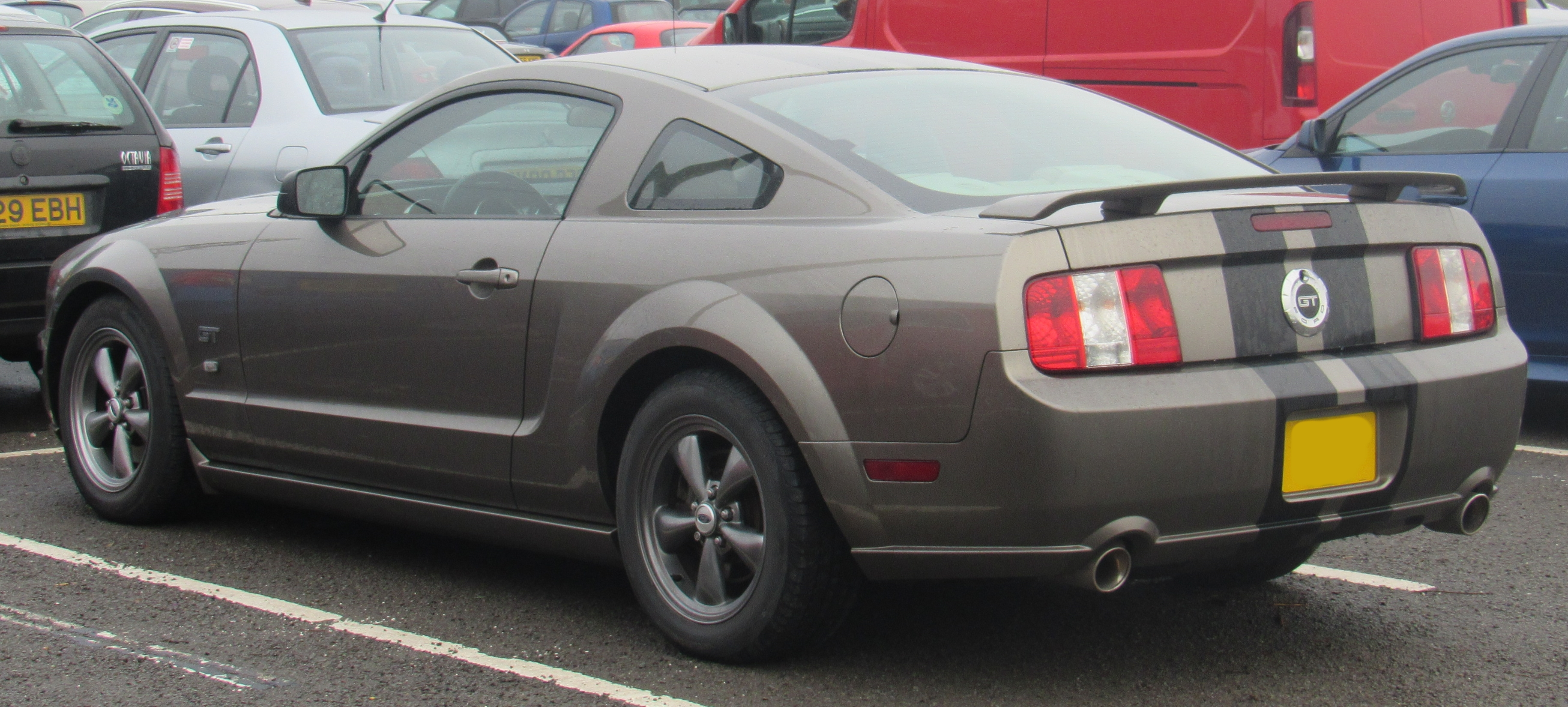

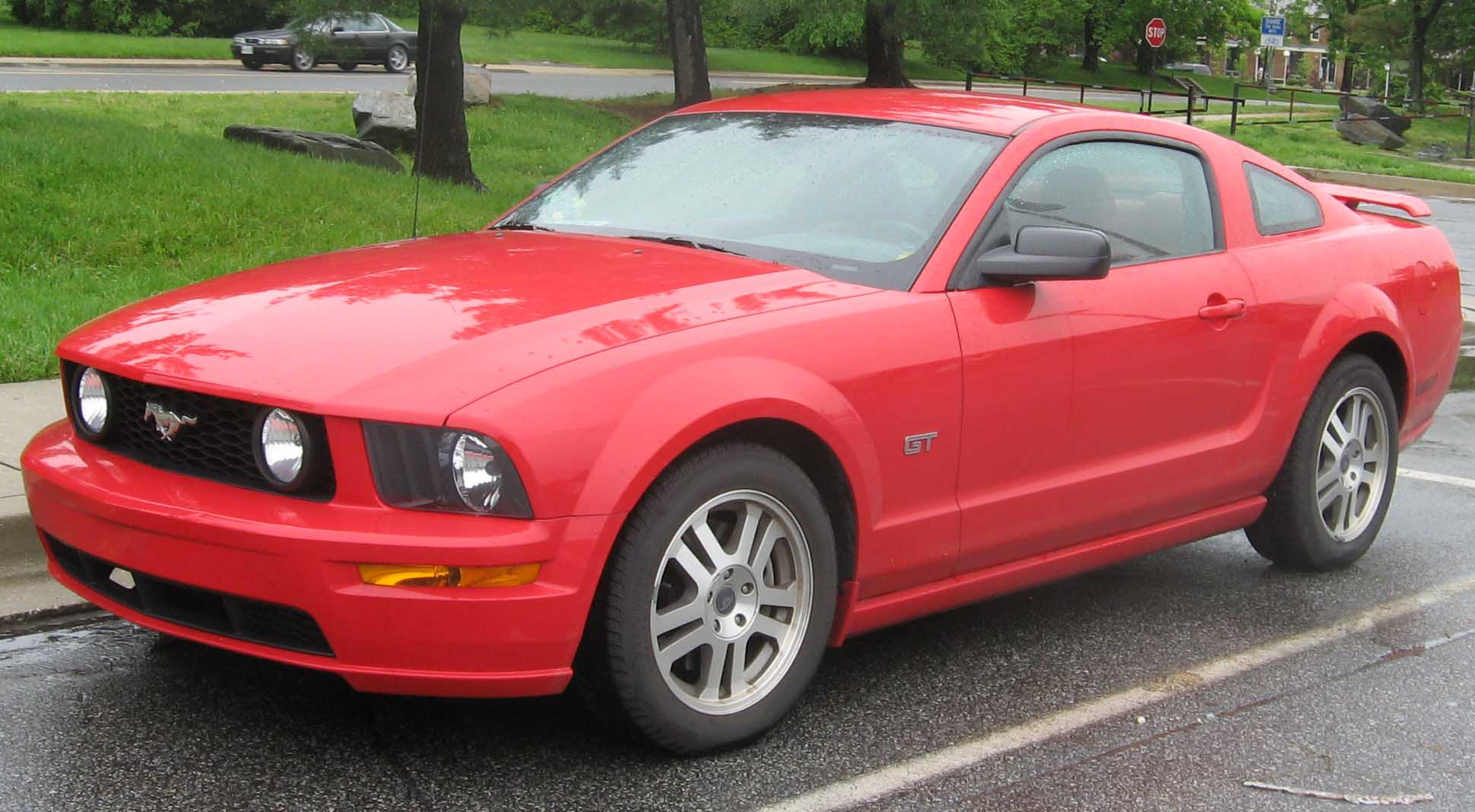
Ford Mustang V GT (2005—2010)

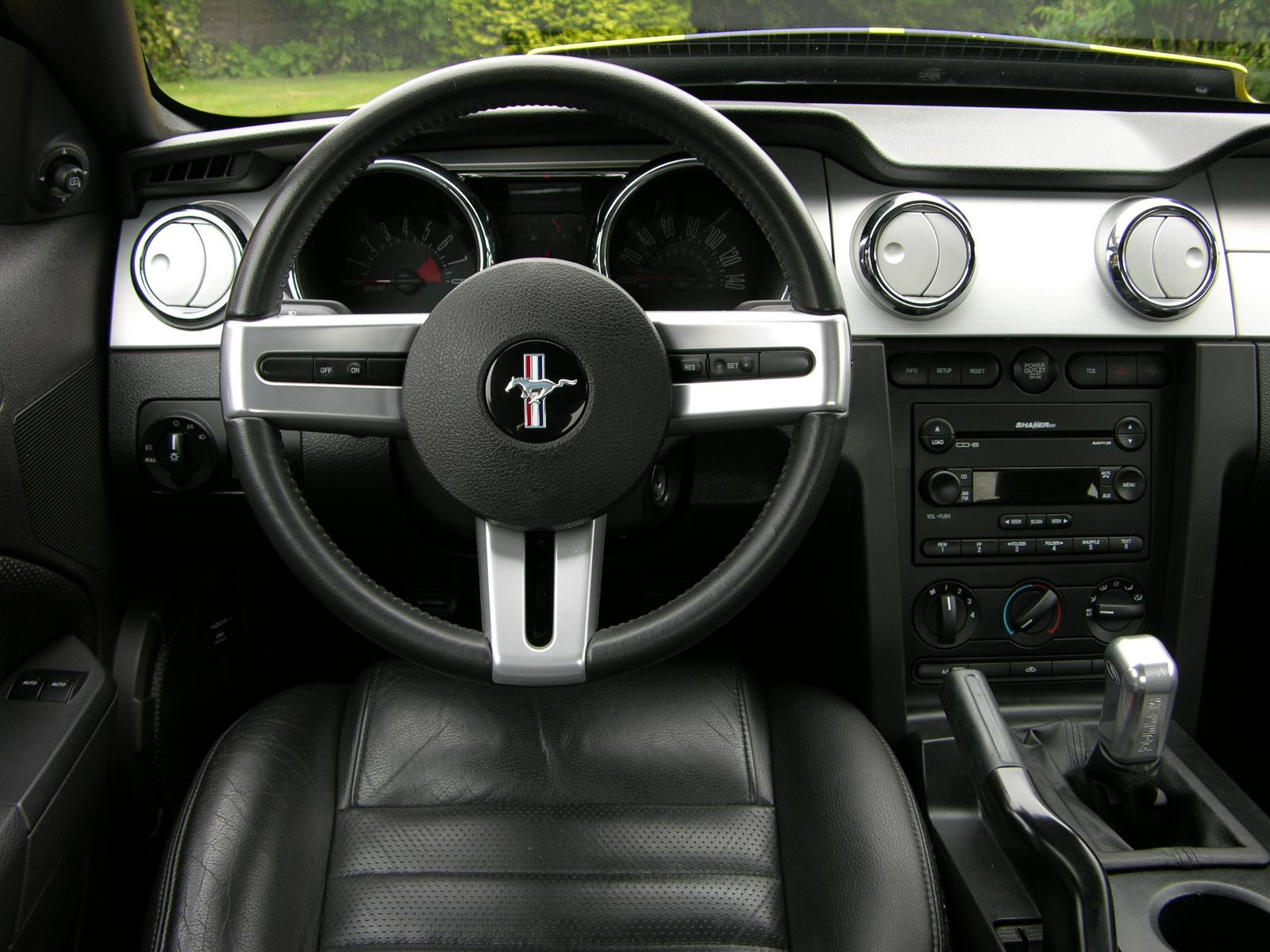

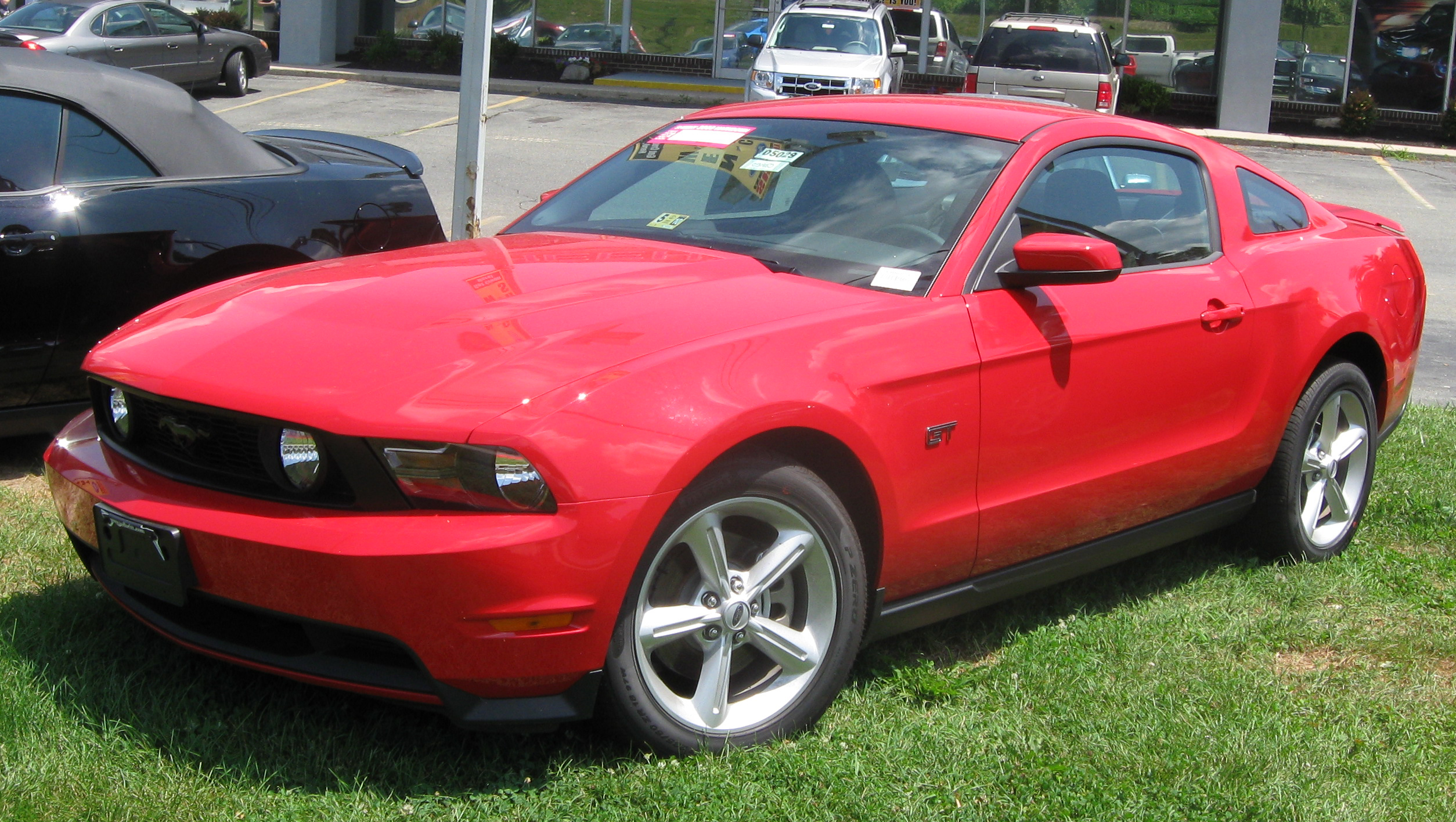
Ford Mustang V GT (2010—2014)

На Північноамериканському міжнародному автосалоні в 2004 році Форд представив повністю перепроектований Мустанг, під кодовою назвою S-197, який був заснований на повністю новій платформі D2C. Розроблений під керівництвом Головного інженера Hau Thai-Tang'а і дизайнера Sid'а Ramnarac'а, зовні «Мустанг» п'ятого покоління повторює Мустанги «фастбек» кінця 1960-х. Старший віце-президент проекту Фор Джей Мейс, (J Mays) назвав цей стиль «ретро футуризм»
Базова модель оснащується фордівським двигуном V6 об'ємом 4,0 формату літра з системою газорозподілу SOHC, який прийшов на заміну 3,8 літрової версії, що використовувалася починаючи з 2004 року. Новий двигун видавав потужність у 210 кінських сил при 5300 оборотах на хвилину і крутний момент 325 ньютон-метрів при 3500 оборотах на хвилину. Цей двигун йде в комплекті зі стандартною п'ятиступінчастою механічною коробкою передач Tremec T-5. Опціонально встановлюється автоматична п'ятиступінчаста коробка 5R55. GT версію Мустанга виділяє 4,6 L SOHC Модульний V8 з 3 клапанами зі змінним упорскуванням, керовані за допомогою «VCT», і видає 300 к. с. (224 кВт). У версії 2005 року приблизне відношення ваги до потужності становить 11,5 фунта на кінську силу. Хоча Мустанг GT комплектуєтувався тією ж автоматичною коробкою передач, що і модель V6, опціонально можна встановити 5-ступеневу механічну КП Tremec 3650, за допомогою якої можна використовувати додаткову потужність моделі GT раціональніше.
Фото оновленої моделі 2010 року, виробництво якої почалося в квітні 2009 року, були представлені в Інтернеті ще до показу автомобіля на автосалоні в Лос-Анджелесі.
Оновлений Мустанг отримав нове кузовне залізо (за винятком даху) і агресивніший дизайн. Він виглядає компактніше в порівнянні з попередниками, але фактичні габарити залишилися незмінні. Автомобіль виконаний відповідно до проекту Peter'a Horbury — директора північно-американського підрозділу Форд.

### Двигуни
| Модель автомобіля | Кількість циліндрів | Марка двигуна      | Робочий об'єм | Потужність          | Крутний момент | Коробка передач         | Роки випуску |
| ----------------- | ------------------- | ------------------ | ------------- | ------------------- | -------------- | ----------------------- | ------------ |
| V6 / V6 Premium   | V6                  | SOHC 4,0           | 4009 см3      | 157 кВт (213 к. с.) | 325 Н·м        | 5-ст. МКПП / 5-ст. АКПП | 2005—2010    |
| V6 / V6 Premium   | V6                  | DOHC 3,7           | 3721 см3      | 227 кВт (309 к. с.) | 380 Н·м        | 5-ст. МКПП / 5-ст. АКПП | 2011—2014    |
| GT / GT Premium   | V8                  | SOHC 4,6           | 4601 см3      | 224 кВт (305 к. с.) | 434 Н·м        | 5-ст. МКПП / 5-ст. АКПП | 2005—2009    |
| GT / GT Premium   | V8                  | SOHC 4,6           | 4601 см3      | 235 кВт (319 к. с.) | 441 Н·м        | 5-ст. МКПП / 5-ст. АКПП | 2009—2010    |
| GT / GT Premium   | V8                  | DOHC Ti-VCT 5,0    | 4951 см3      | 307 кВт (419 к. с.) | 529 Н·м        | 5-ст. МКПП / 5-ст. АКПП | 2011—2012    |
| GT / GT Premium   | V8                  | DOHC Ti-VCT 5,0    | 4951 см3      | 312 кВт (427 к. с.) | 529 Н·м        | 5-ст. МКПП / 5-ст. АКПП | 2013—2014    |
| Shelby GT 500     | V8                  | DOHC 5,4 компресор | 5408 см3      | 373 кВт (509 к. с.) | 651 Н·м        | 6-ст. МКПП              | 2007—2009    |
| Shelby GT 500     | V8                  | DOHC 5,4 компресор | 5408 см3      | 403 кВт (547 к. с.) | 691 Н·м        | 6-ст. МКПП              | 2009—2010    |
| Shelby GT 500     | V8                  | DOHC 5,4 компресор | 5408 см3      | 410 кВт (559 к. с.) | 691 Н·м        | 6-ст. МКПП              | 2011—2012    |
| Shelby GT 500     | V8                  | DOHC 5,8 компресор | 5812 см3      | 494 кВт (671 к. с.) | 856 Н·м        | 6-ст. МКПП              | 2013—2014    |
| Bullitt           | V8                  | SOHC 4,6           | 4601 см3      | 238 кВт (325 к. с.) | 441 Н·м        | 5-ст. МКПП / 5-ст. АКПП | 2008—2009    |
| Boss 302          | V8                  | DOHC Ti-VCT 5,0    | 4951 см3      | 331 кВт (451 к. с.) | 515 Н·м        | 5-ст. МКПП / 5-ст. АКПП | 2012—2013    |

## Шосте покоління (2015—2023)

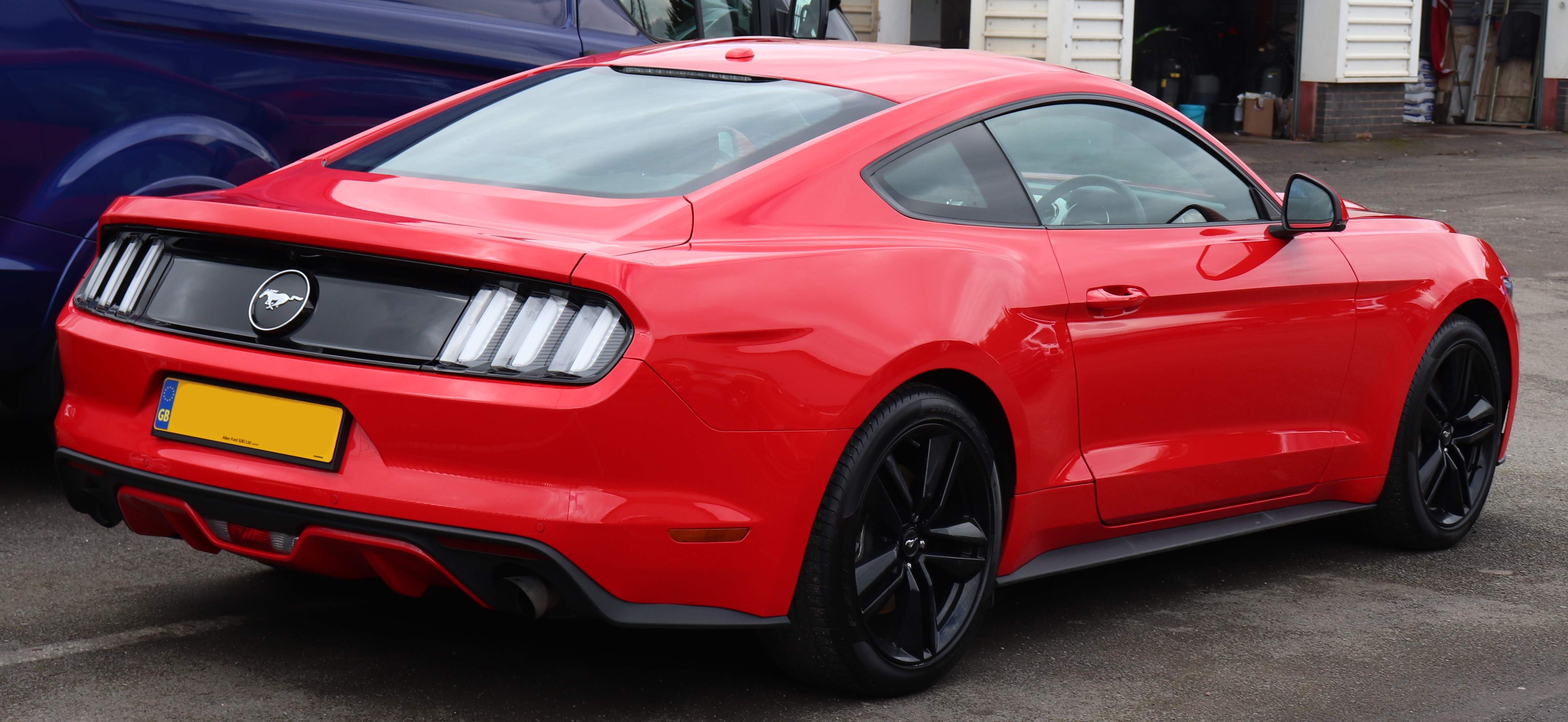

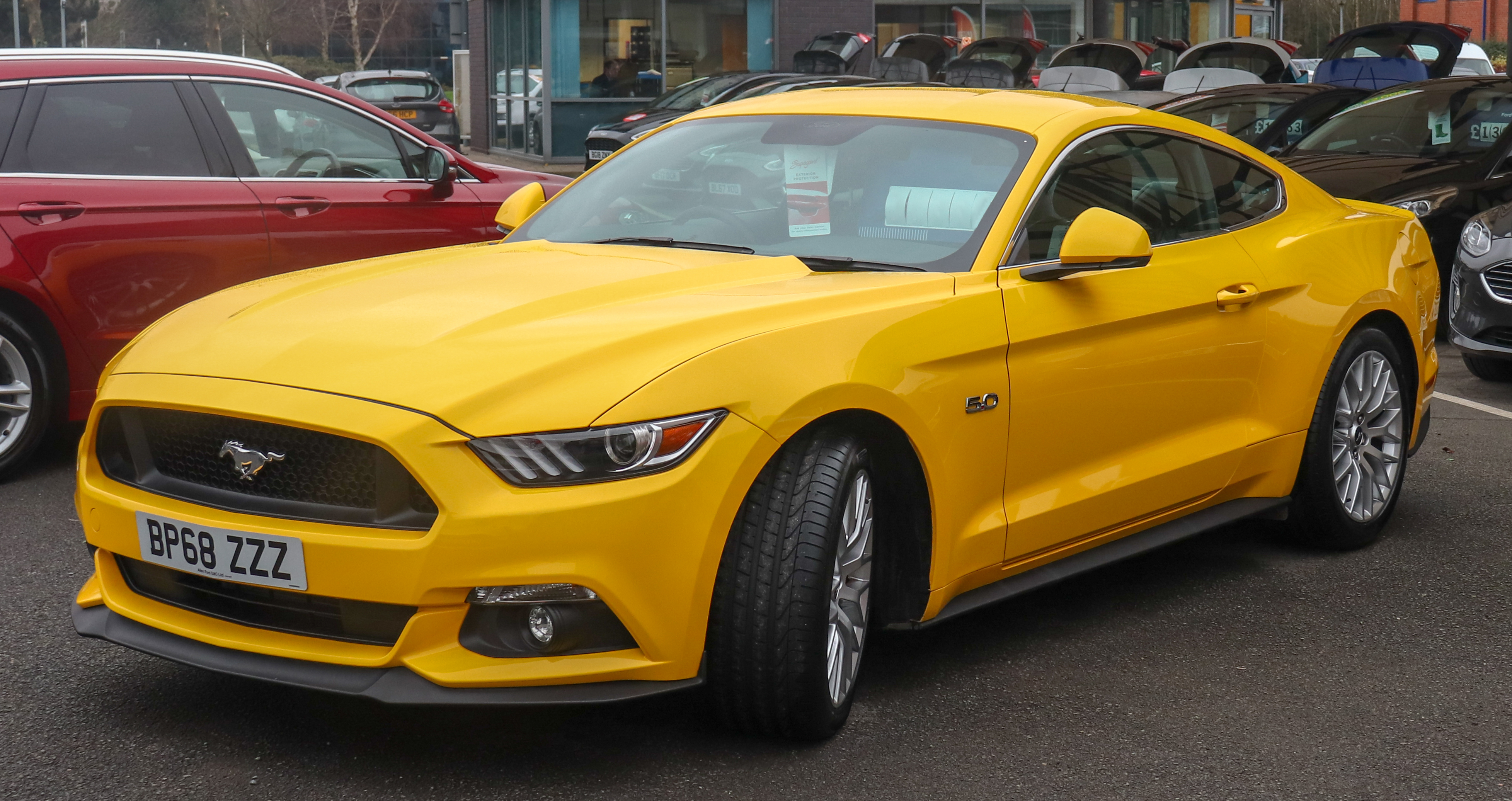
Ford Mustang VI (2014—2017)

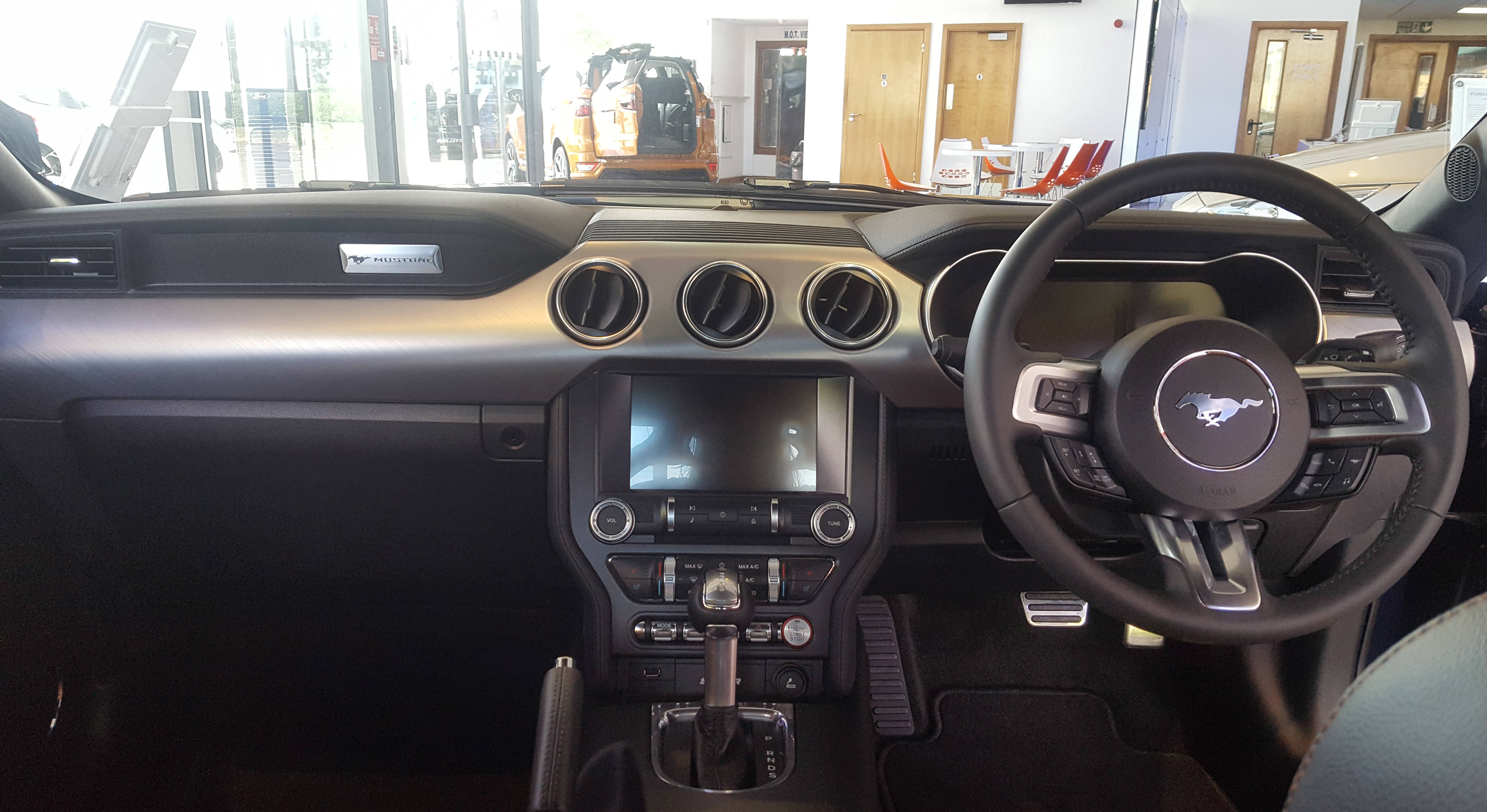

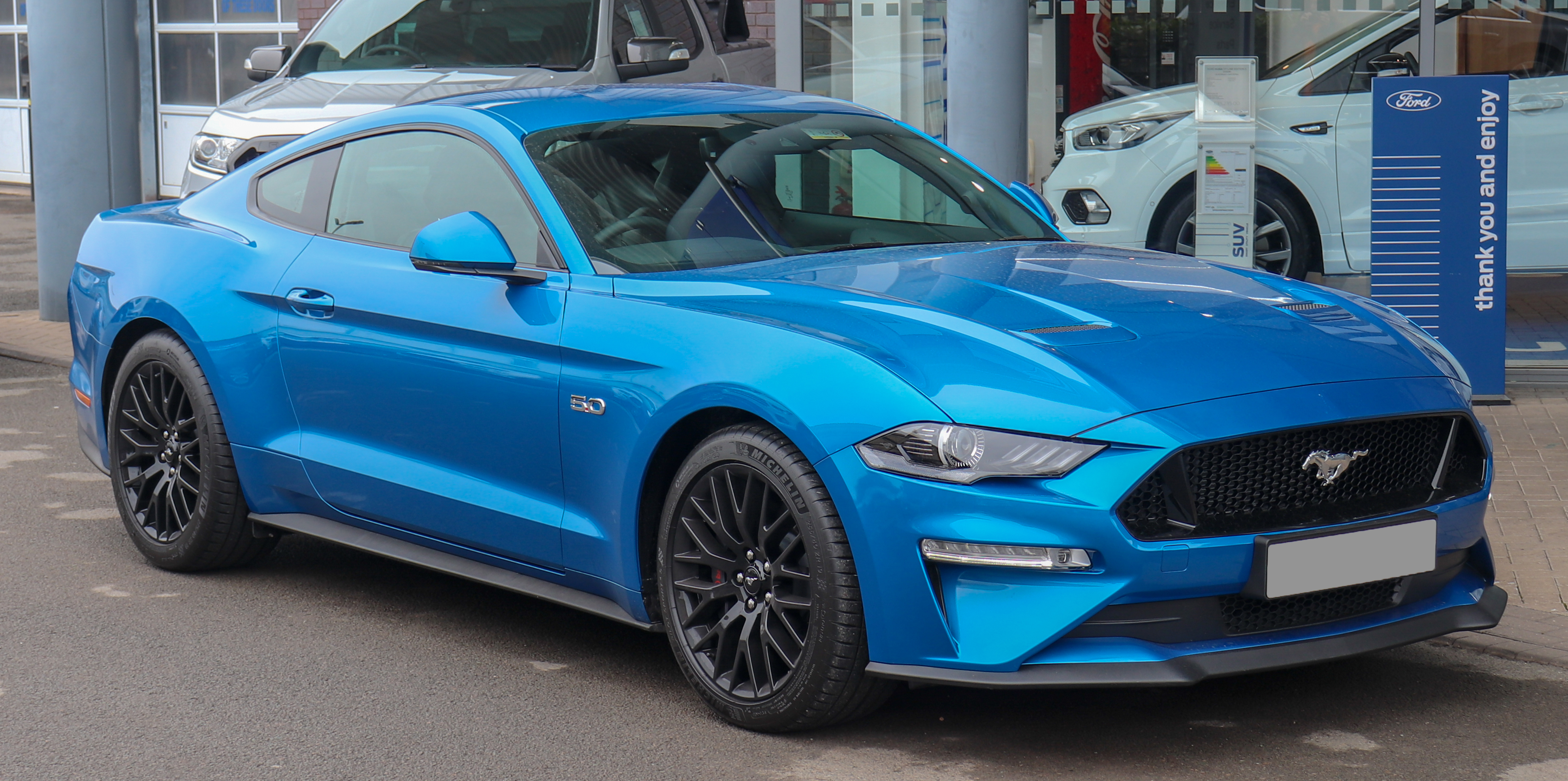
Ford Mustang VI (з 2017)

У грудні 2013 року представлено Mustang шостого покоління. Автомобіль отримав три бензинові двигуни, перший — це 3,7 V6 (304 к. с., 366 Н·м), від попереднього покоління, другий — двигун 5,0 V8 (426 к. с., 529 Н·м), також від попередника і новий двигун 2,3 EcoBoost (309 к. с., 407 Н·м) від нового Ford Focus RS. Автомобіль вперше в історії отримав задню незалежну п'ятиважільну підвіску, а не залежну балку.
Піддався рестайлінгу в 2017 році.
У січні 2019 року Форд представив новий Shelby GT500 з двигуном 5,2 л Predator V8 потужністю 700 к. с.
У 2019 році до лінійки приєдналися два обмежених випуски: Bullitt і GT California Special. Моделі з механічною коробкою передач почали випускатися з технологією «Rev matching». Меломани отримали можливість насолодитися покращеною аудіосистемою «Bang & Olufsen» на 12 динаміків.
У 2020 році з'явився пакет «High Performance», став доступним пакет «EcoBoost Handling», а система «FordPass Connect» стала стандартною.
Доступний пакет «Performance» збільшує потужність базового двигуна з 314 до 330 к. с. та додає активну систему вихлопу. У цей пакет входить додаток «EcoBoost Handling», який покращує управління. Система «FordPass Connect» дозволяє за допомогою смартфона відкривати/закривати авто, запускати двигун і перевіряти запас пального.
У 2021 році Ford Mustang отримав ряд оновлень. Набір асистентів CoPilot 360 став стандартним. Зазнала змін лінійка комплектацій Мустанга: повернулась версія Mustang Mach 1, натомість версії Bullitt, Shelby GT 350 і GT 350 R більше недоступні.

### Двигуни
- 2,3 л EcoBoost I4 280/314/317 к. с.
- 3,7 л Cyclone V6 304 к. с. (2015—2017)
- 5,0 л Coyote V8 421—466 к. с.
- 5,2 л Voodoo V8 533 к. с. (Shelby GT350)
- 5,2 л Predator V8 700 к. с. (Shelby GT500)

## Сьоме покоління (2023—наш час)

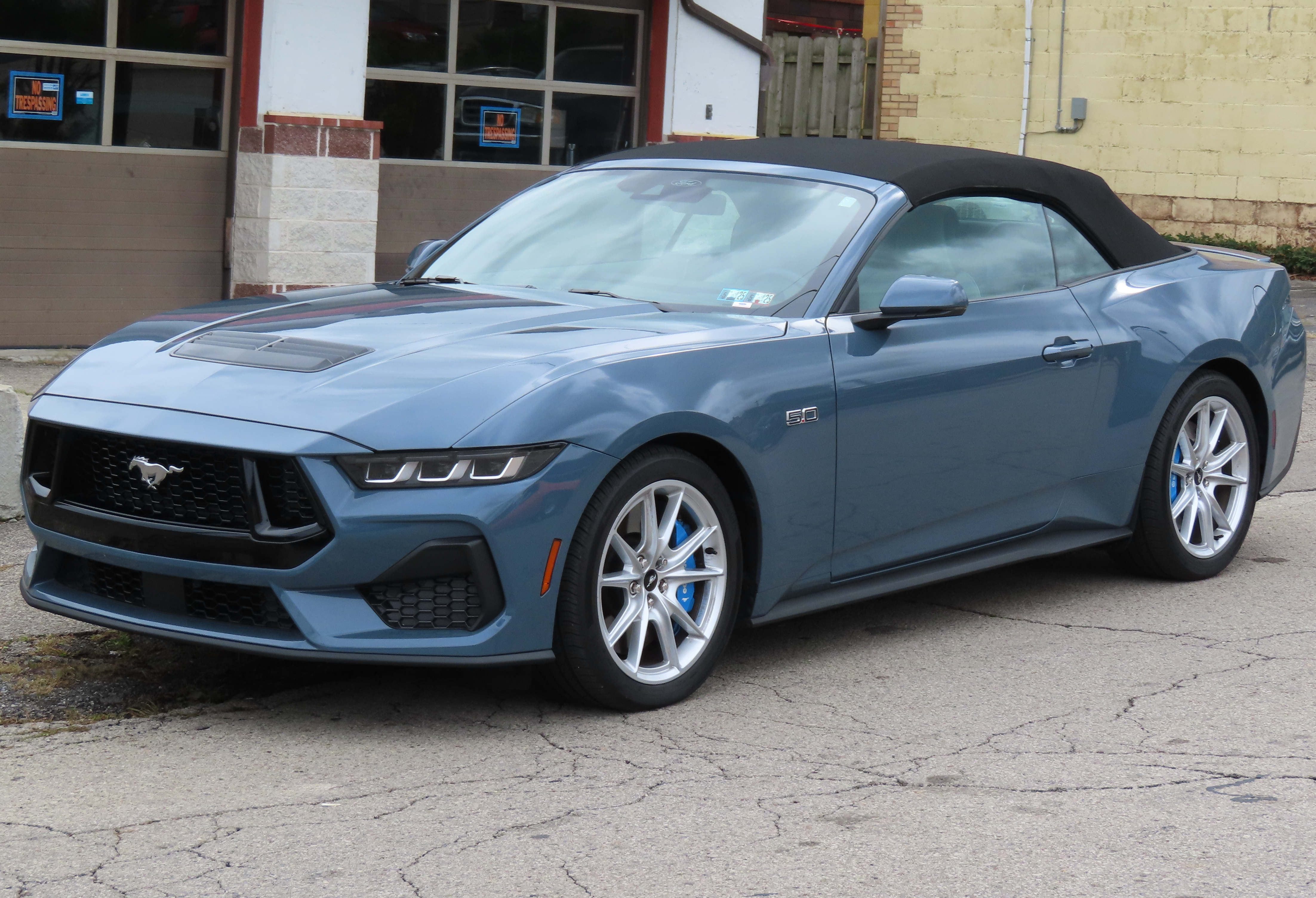
Ford Mustang GT кабріолет

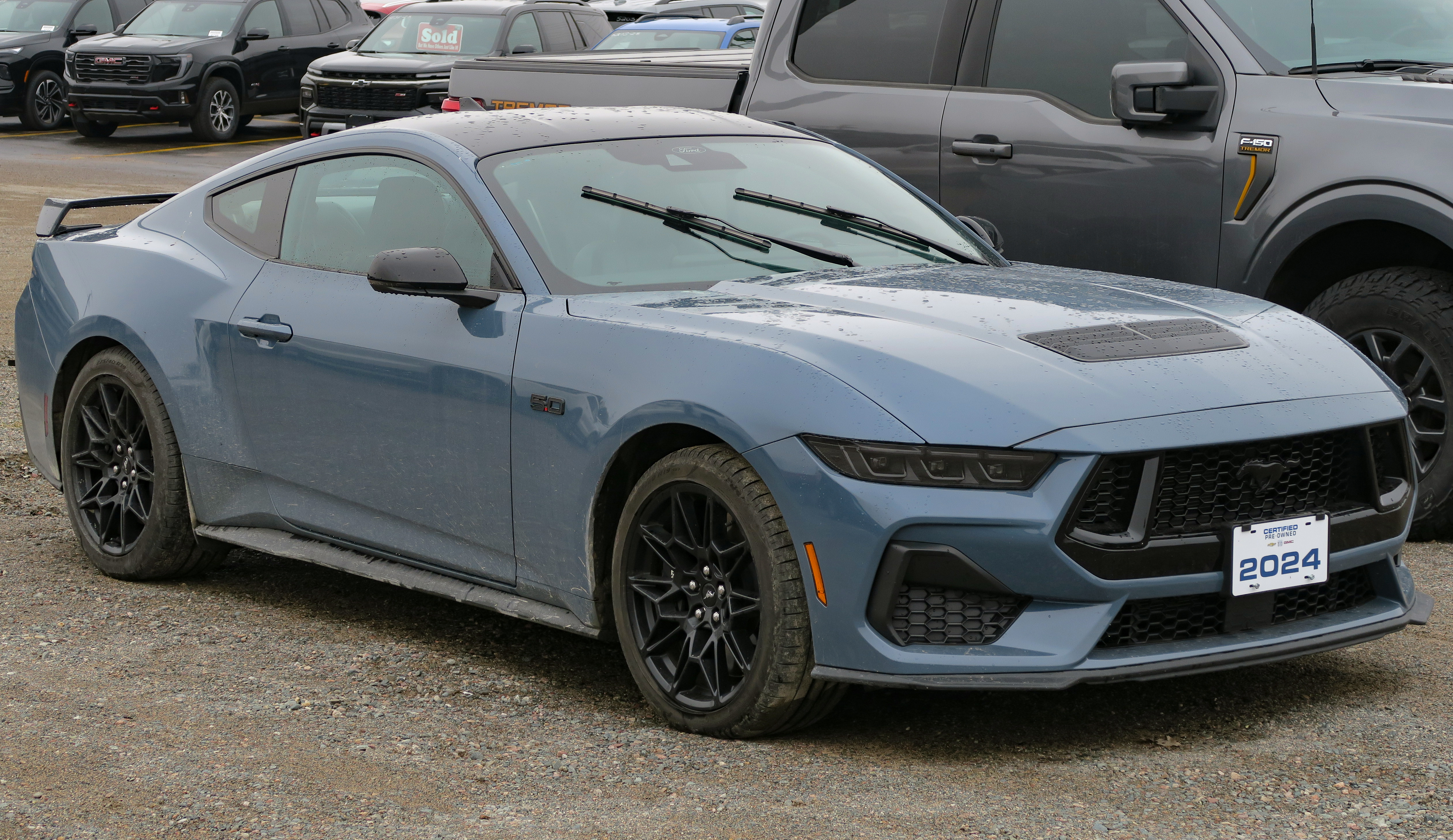
Ford Mustang GT

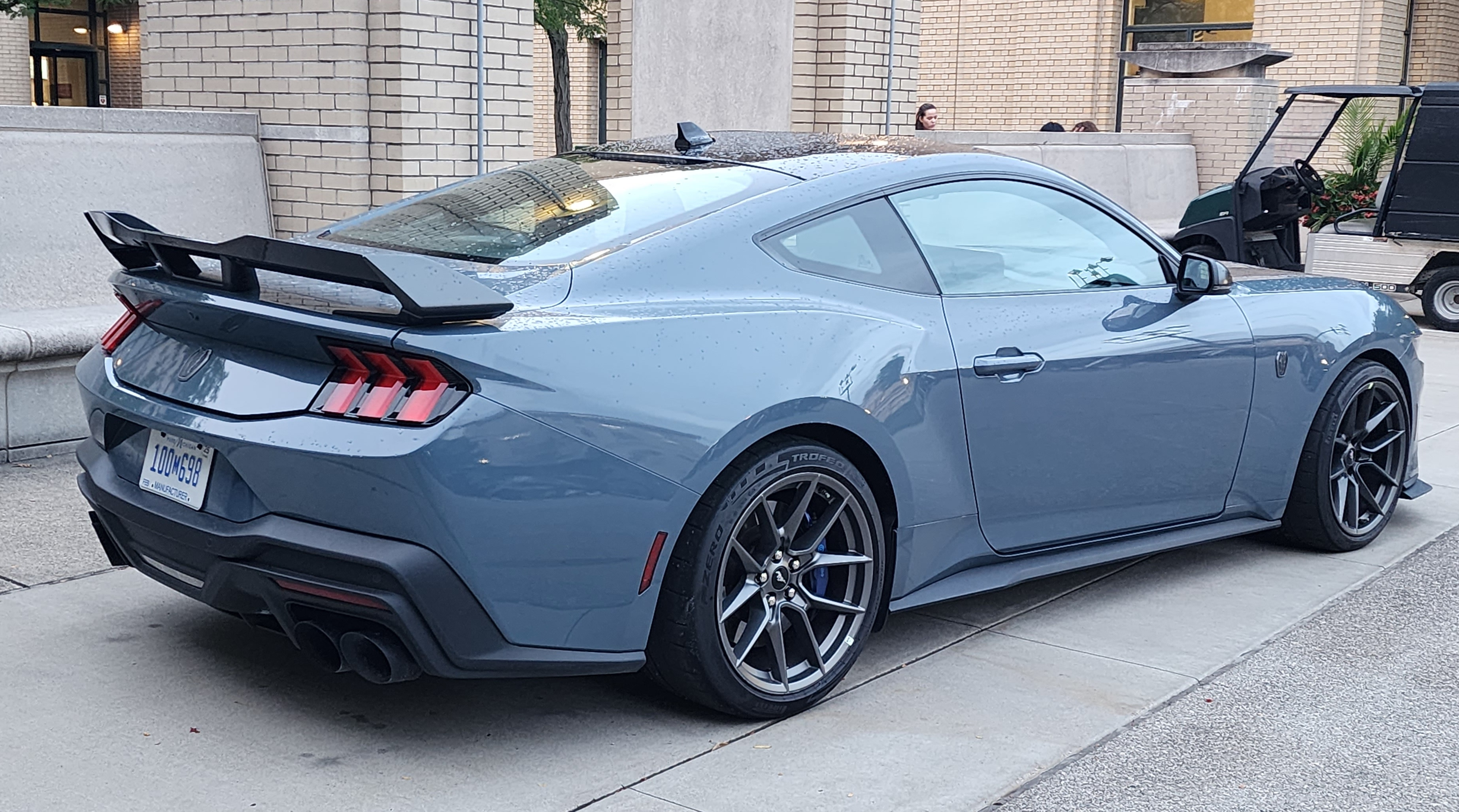
Ford Mustang Dark Horse

Компанія Ford представила Mustang сьомого покоління на автосалоні в Детройті 2022 року 14 вересня під час спеціального заходу під назвою The Stampede.
Mustang нового покоління отримав повністю цифрову інформаційно-розважальну систему, яка складається з 12,4-дюймової приладової панелі з можливістю налаштування, та 13,2-дюймового дисплея мультимедіа.

### Двигуни
- 2,3 L EcoBoost I4 319 к.с.
- 5,0 L Coyote V8 487/507 к.с.
- 5.2 L Predator supercharged V8 815 к.с. (GTD)

## Ford Mustang Mach-E (з 2020)

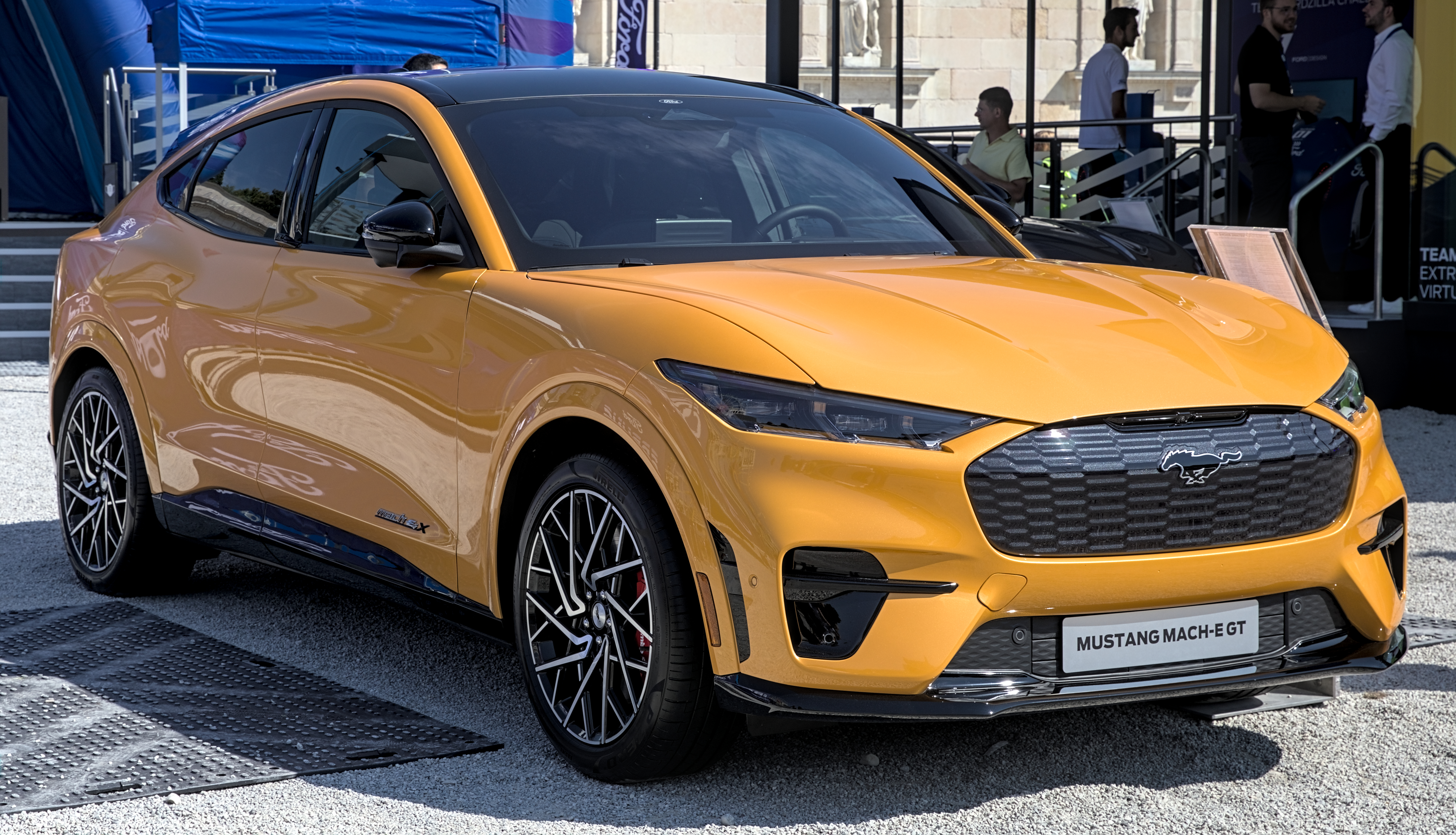
Ford Mustang Mach-E GT

17 листопада 2019 року в Лос-Анджелесі компанія Ford представила електричний кросовер Mustang Mach-E. В основі кросовера лежить платформа С2 від Ford Focus (McPherson спереду, багаторичажка ззаду), але модифікована настільки, що тяговий мотор опинився на кормі.
Запас ходу в циклі EPA залежить від ємності батареї: 75,7 кВт·год забезпечують пробіг у 338—370 км, а 98,8 кВт·год — 435—483 км. Зарядка з 10 до 80 % від експрес-станцій на 150 кВт триває 38 хвилин. При підключенні до побутової розетки акумулятор за годину отримує еквівалент 52 км. Заощадити енергію допоможуть три режими руху: Whisper, Engage і Unbridled.
В вересні 2023 року Ford представив серійний кросовер Mustang Mach-E Rally із режимом для бездоріжжя. Це перший електричний Ford у ралійній версії.

## Цікаві факти

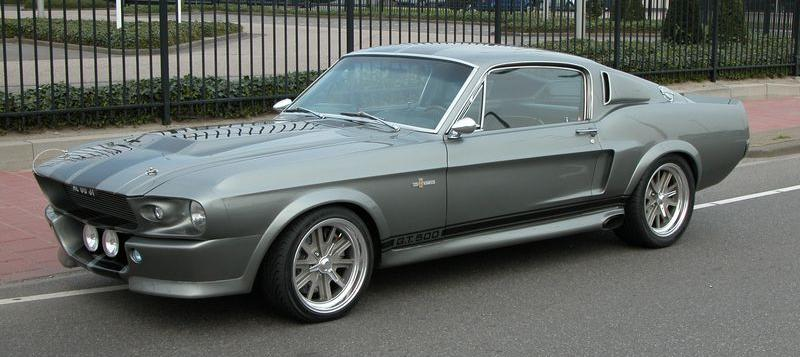
Ford Mustang Shelby GT500 Eleanor з рімейку фільму «Викрасти за 60 секунд» (2000)

- Ford Mustang Shelby GT500KR грає роль Кітт у фільмі «Лицар доріг» 2008 року.
- Поліцейський Ford Mustang (точніше Saleen S281E) знімався у фільмі «Трансформери» для трансформації Баррікейда.
- Ford Mustang Mach 1 знімався в бондіані «Діаманти вічні». Майже для всіх фільмів бондіани машини виготовлялися спеціально. І тільки цей «Форд» був звичайним серійним автомобілем.
- Ford Mustang Mach 1 1971 року знімався у фільмі «Викрасти за 60 секунд». Його ім'я було Елеанор, і у фільмі було сказано, що це модель 1973 року, хоча насправді це була серійна модель 1971 року, допрацьована самим режисером Генрі «Тобі» Халік. У деяких епізодах можна помітити, що в машині встановлений каркас безпеки і спортивне трьохспицеве кермо. У гучному рімейку 2000 року випуску, з Ніколасом Кейджем у головній ролі, Елеанор засвітилася як сріблясто-чорна Ford Mustang Shelby GT500.
- На Ford Mustang розсікав повітря пустельними вулицями Манхеттена Роберт Невілл, герой Уілла Смітта у фільмі «Я — легенда».
- Ford Mustang знявся у всіх фільмах Форсажу.
- Ford Mustang в 2008 році знявся у фільмі «Смертельні перегони». Цей автомобіль, навіть під шаром броні з іншим сплутати складно.
- Ford Mustang не випускається в кузові фестбек з моменту припинення випуску першої серії цих автомобілів. Попри це, модифікацію Купе у фільмі «Смертельні перегони» обізвали фестбеком.
- Ford Mustang Mach 1 з оригінального фільму «Викрасти за 60 секунд» досі знаходиться в робочому стані у вдови режисера (Халік загинув під час зйомок сиквела фільму).
- Ford Mustang GT присутній у грі Need for Speed: Most Wanted 2005 року.
- Входить до десятки автомобілів які змінили світ, за версією журналу «Форбс», як найпопулярніший Muscle car.
- Ford Mustang Shelby GT500 знімався у фільмі «Пипець».
- Ford Mustang Shelby GT500 знімався у фільмі «Need for Speed».

## Продажі в США
| Рік  | Всього авто |
| ---- | ----------- |
| 1999 | 166 915     |
| 2000 | 113 369     |
| 2001 | 169 198     |
| 2002 | 138 356     |
| 2003 | 140 350     |
| 2004 | 129 858     |
| 2005 | 160 975     |
| 2006 | 166 530     |
| 2007 | 134 626     |
| 2008 | 91 251      |
| 2009 | 66 623      |
| 2010 | 73 716      |